# Britisches Weltreich
Das Britische Weltreich (englisch British Empire oder kurz Empire) war das vom 17. bis zum 20. Jahrhundert bestehende, größte Kolonialreich der Geschichte und vom Ende der Napoleonischen Ära bis zum Ersten Weltkrieg die führende Weltmacht. Zum Zeitpunkt seiner größten Ausdehnung, 1922, umfasste es mit 458 Millionen Einwohnern und ca. 33,67 Millionen km² sowohl ein Viertel der damaligen Weltbevölkerung als auch ein Viertel der Landfläche der Erde.
Unter der Herrschaft des Vereinigten Königreichs vereinte es Dominions, Kronkolonien, Protektorate, Mandatsgebiete und sonstige abhängige Territorien auf allen Kontinenten, die aus englischen und später britischen Überseebesitzungen, Handelsposten und Strafkolonien hervorgegangen waren. Auch nach ihrer Unabhängigkeit sind viele ehemalige Teile des Empire im Commonwealth of Nations verbunden.
Wie zuvor schon das spanische Kolonialreich galt auch das Britische Weltreich als Reich, „in dem die Sonne nie untergeht“. Sein politischer, juristischer, sprachlicher und kultureller Einfluss wirkt bis heute in vielen Teilen der Welt nach. Ebenso spielen viele koloniale Grenzziehungen bei heutigen regionalen Konflikten eine Rolle. 

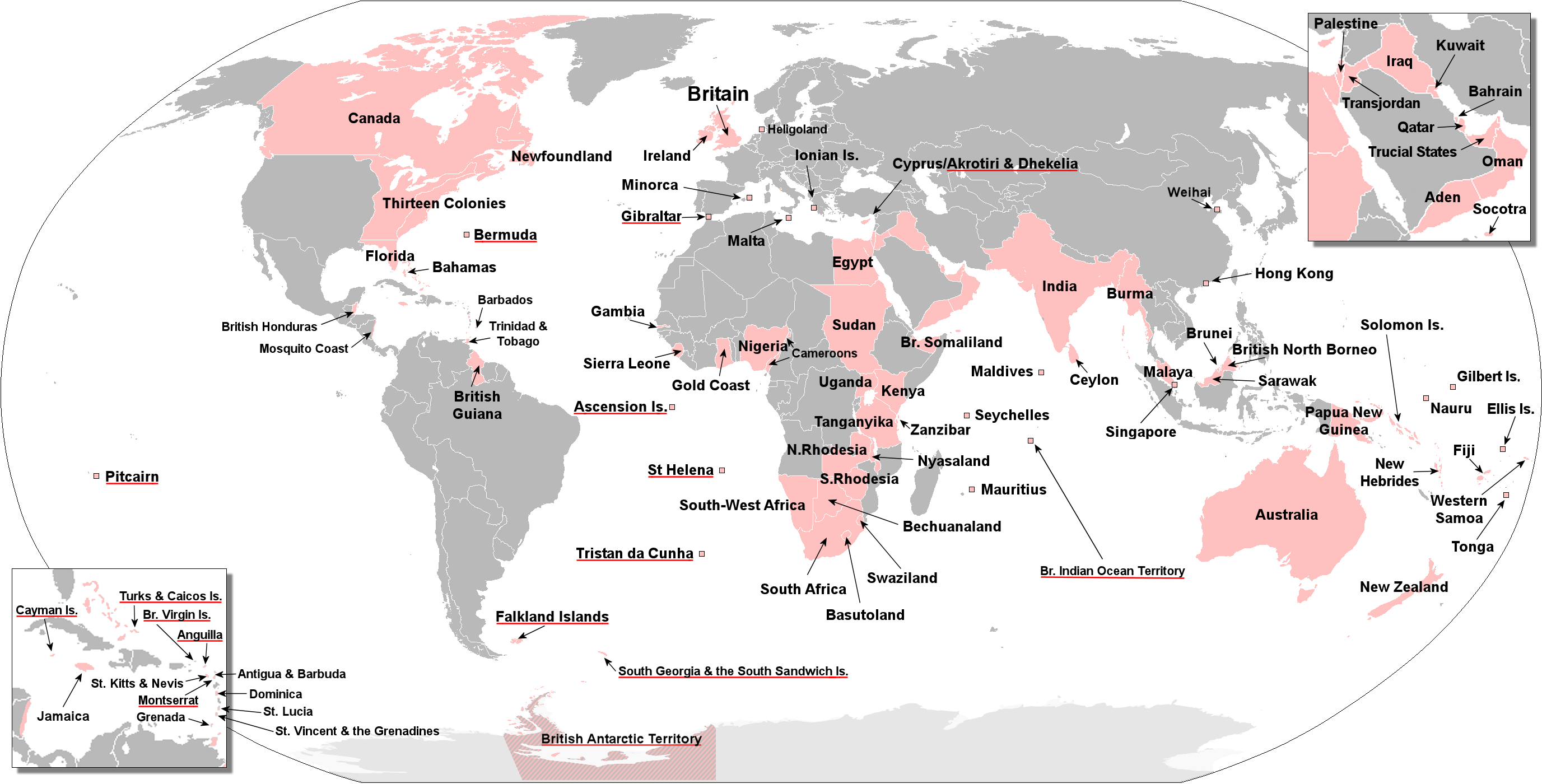
Gebiete, die ehemals Teil des Britischen Weltreichs waren (heutige Territorien sind rot unterstrichen)

## Überblick

Zeitliche Entwicklung des britischen Weltreichs in rot

Im 15. und 16. Jahrhundert, im Zeitalter der Entdeckungen waren Spanien und Portugal die Pioniere der europäischen Erforschung und Eroberung der Welt. Sie bildeten riesige Kolonialreiche, die ihnen immense Reichtümer einbrachten. Dadurch angespornt, begannen auch England, Frankreich und die Niederlande mit dem Aufbau eigener Kolonien und Handelsnetzwerke in Amerika und Asien. Nach mehreren Kriegen im 17. und 18. Jahrhundert gegen Frankreich und die Niederlande etablierte sich England (nach dem Act of Union 1707 mit Schottland das Königreich Großbritannien) als führende Kolonialmacht in Amerika und Indien. Die Abspaltung der Dreizehn Kolonien nach dem Amerikanischen Unabhängigkeitskrieg (1775–1783) bedeutete zwar den Verlust der bevölkerungsreichsten Überseegebiete, doch wandte sich Großbritannien bald Afrika, Asien und Ozeanien zu. Nach dem Ende der Napoleonischen Kriege 1815 übte Großbritannien über ein Jahrhundert lang eine nahezu unangefochtene Dominanz über die Weltmeere aus. Das Land war die erste Industrienation und ebnete dem weltweiten Siegeszug des Kapitalismus den Weg. Es verfügte seit dem 19. Jahrhundert für viele Jahrzehnte über die mit Abstand größten Handels- und Kriegsflotten der Welt, galt als stärkste See- und Weltmacht. Mehrere Siedlerkolonien, deren Bevölkerung vor allem durch den stetigen Zustrom von Auswanderern aus dem Mutterland zunahm, erhielten mit der Zeit mehr Autonomie und wurden zu Dominions erhoben.
1875 kaufte die konservative Regierung Disraeli für 4 Millionen Pfund die Aktienanteile des ägyptischen Herrschers Ismail an der Sueskanal-Gesellschaft auf, um diesen strategisch wichtigen Handelsweg nach Indien im Rahmen des Indienhandels zu sichern. Königin Victoria wurde 1876 zur Kaiserin von Indien ernannt, was den Eintritt Großbritanniens in das neue imperialistische Zeitalter markierte. Die gemeinsame britisch-französische Finanzkontrolle über Ägypten wurde mit der formellen Besetzung durch Großbritannien im Jahr 1882 beendet. Die Rivalität zu Russland (vgl.: The Great Game), die im Krimkrieg (1854–1856) eine erste Eskalation erfahren hatte, und die Angst vor einer russischen Expansion in Richtung Süden und Indien war ein weiterer Faktor der britischen Politik. 1878 wurde die Insel Zypern besetzt, als Reaktion auf den Russisch-Türkischen Krieg. Auch Afghanistan wurde zeitweise besetzt, um dort den russischen Einfluss zurückzudrängen. Großbritannien führte in Afghanistan drei erfolglose Kriege.
Großbritannien praktizierte bis etwa 1902 die Splendid isolation. Wegen der wachsenden ökonomischen Potenz sowie des wachsenden Einflusses des Deutschen Reiches und der Vereinigten Staaten büßte Großbritannien seit etwa 1900 zunehmend seine politische und wirtschaftliche Vormachtstellung ein. Wirtschaftliche und politische Spannungen mit dem Deutschen Reich gehören zu den wichtigsten Ursachen des Ersten Weltkriegs, in dem Großbritannien in hohem Maße auf die Unterstützung durch seine Kolonien angewiesen war. Die USA hatten sich bereits vor 1914 zur stärksten Industrie- und Wirtschaftsmacht der Welt entwickelt. Zwar erreichte Großbritannien nach Kriegsende 1918 durch die Übernahme deutscher Kolonien seine größte Ausdehnung, doch leiteten finanzielle Probleme und zunehmende Autonomiebestrebungen das Ende seiner globalen Bedeutung ein. Im Zweiten Weltkrieg schmälerte die Besetzung der Kolonien in Südostasien durch Japan das britische Prestige. Trotz des Sieges von 1945 war der Niedergang nicht mehr aufzuhalten, denn Großbritannien war durch den langen Krieg finanziell nahezu ruiniert. So erlangte die bevölkerungsreichste Kolonie, Indien, bereits zwei Jahre nach Kriegsende die Unabhängigkeit.
Die Kolonien in Australien, Kanada, Neuseeland und Südafrika erlangten noch im 19. und frühen 20. Jahrhundert eine gewisse Eigenständigkeit als Dominions und bauten diese danach stetig aus. Die meisten anderen Territorien des Britischen Weltreichs wurden später, in der zweiten Hälfte des 20. Jahrhunderts, im Zuge der Dekolonisation zu unabhängigen Staaten. So erlangten beispielsweise 1960, im so genannten „Afrikanischen Jahr“, Nigeria und Britisch-Somaliland ihre Souveränität. Der Prozess der Entkolonialisierung war 1997 mit der Rückgabe Hongkongs an die Volksrepublik China weitgehend abgeschlossen. Nach Erlangung der Unabhängigkeit traten die meisten ehemaligen Kolonien dem Commonwealth of Nations bei, einer losen Verbindung souveräner Staaten. Bis heute erkennen 15 Commonwealth-Staaten als Commonwealth Realms den britischen Monarchen als gemeinsames Staatsoberhaupt an. Darüber hinaus unterstehen 14 kleinere Überseegebiete weiterhin der britischen Souveränität.

## Grundlagen (bis 1583)
Erste Besitztümer außerhalb der britischen Hauptinsel erlangte das Königreich England, als im Norden noch das Königreich Schottland bestand. Das Königshaus Plantagenet herrschte in der zweiten Hälfte des 12. und zu Beginn des 13. Jahrhunderts über England und den gesamten Westen Frankreichs (das so genannte Angevinische Reich). Der englische Besitz auf dem europäischen Festland ging bis 1453 im Hundertjährigen Krieg fast ganz verloren, als letztes fiel 1558 die Hafenstadt Calais ebenfalls an Frankreich.
Der Grundstein zum Weltreich war die Ausdehnung des englischen Machtbereichs auf den Britischen Inseln selbst. Sie begann 1171 mit der Invasion Irlands und der Ausrufung der Lordschaft Irland, wenngleich sich die direkte englische Herrschaft zunächst auf kleine Gebiete an der Ostküste beschränkte, insbesondere den Pale um Dublin. Erst ab der zweiten Hälfte des 16. Jahrhunderts konnte England mit den Plantations seinen Einfluss auf die gesamte Insel ausdehnen. Nach mehr als zwei Jahrhunderten kriegerischer Auseinandersetzungen wurde Wales im Jahr 1283 endgültig unterworfen. Schottland kam 1296 ebenfalls unter englische Herrschaft, befreite sich jedoch nach den Unabhängigkeitskriegen für rund vier Jahrhunderte wieder.

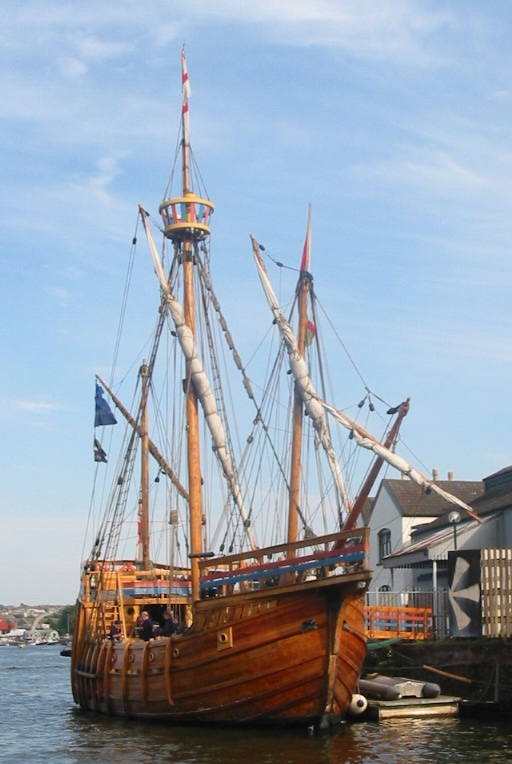
Nachbildung von Giovanni Cabotos Schiff The Matthew

Nach den Erfolgen der spanischen und portugiesischen Entdeckungsreisen in der „Neuen Welt“ beauftragte König Henry VII. den italienischen Seefahrer Giovanni Caboto (zu John Cabot anglisiert), dem Beispiel von Christoph Kolumbus zu folgen und im Nordatlantik nach einem Seeweg nach Asien zu suchen. Cabots Expedition brach 1497 auf und landete an der Küste Neufundlands im heutigen Kanada. Im darauf folgenden Jahr führte Cabot eine zweite Expedition an, die jedoch verschollen ist. Henry VII. trieb die Entwicklung in der Seefahrt gezielt voran und ließ 1495 in Portsmouth das erste Trockendock Europas errichten. Auch reformierte er die noch kleine englische Flotte, aus der sich die Royal Navy entwickelte.
Bis zur zweiten Hälfte des 16. Jahrhunderts, während der Herrschaft von Königin Elizabeth I., gab es keine Anstrengungen mehr, in Amerika englische Kolonien zu gründen. Die Reformation hatte England und das katholische Spanien zu Feinden gemacht. Ab 1562 verordnete die englische Krone staatlich autorisierte Piraterie. Englische Freibeuter wie John Hawkins und Francis Drake waren bei ihren Bestrebungen, durch Überfälle auf westafrikanische Küstenstädte und portugiesische Schiffe im lukrativen Sklavenhandel über den Atlantik Fuß zu fassen, zunächst nur wenig erfolgreich. Als die Spannungen mit Spanien sich intensivierten, gab Königin Elisabeth ihre formelle Zustimmung, spanische Städte auf dem amerikanischen Kontinent zu plündern und die aus der Neuen Welt zurückkehrenden, mit Schätzen beladenen spanischen Galeonen zu überfallen. Einflussreiche Gelehrte wie Richard Hakluyt und John Dee (der als Erster den Begriff British Empire gebrauchte) begannen die Errichtung eines englischen Weltreiches zu fordern, das mit dem spanischen sowie dem portugiesischen Weltreich rivalisieren sollte.

## Erstes Britisches Weltreich (1583–1783)

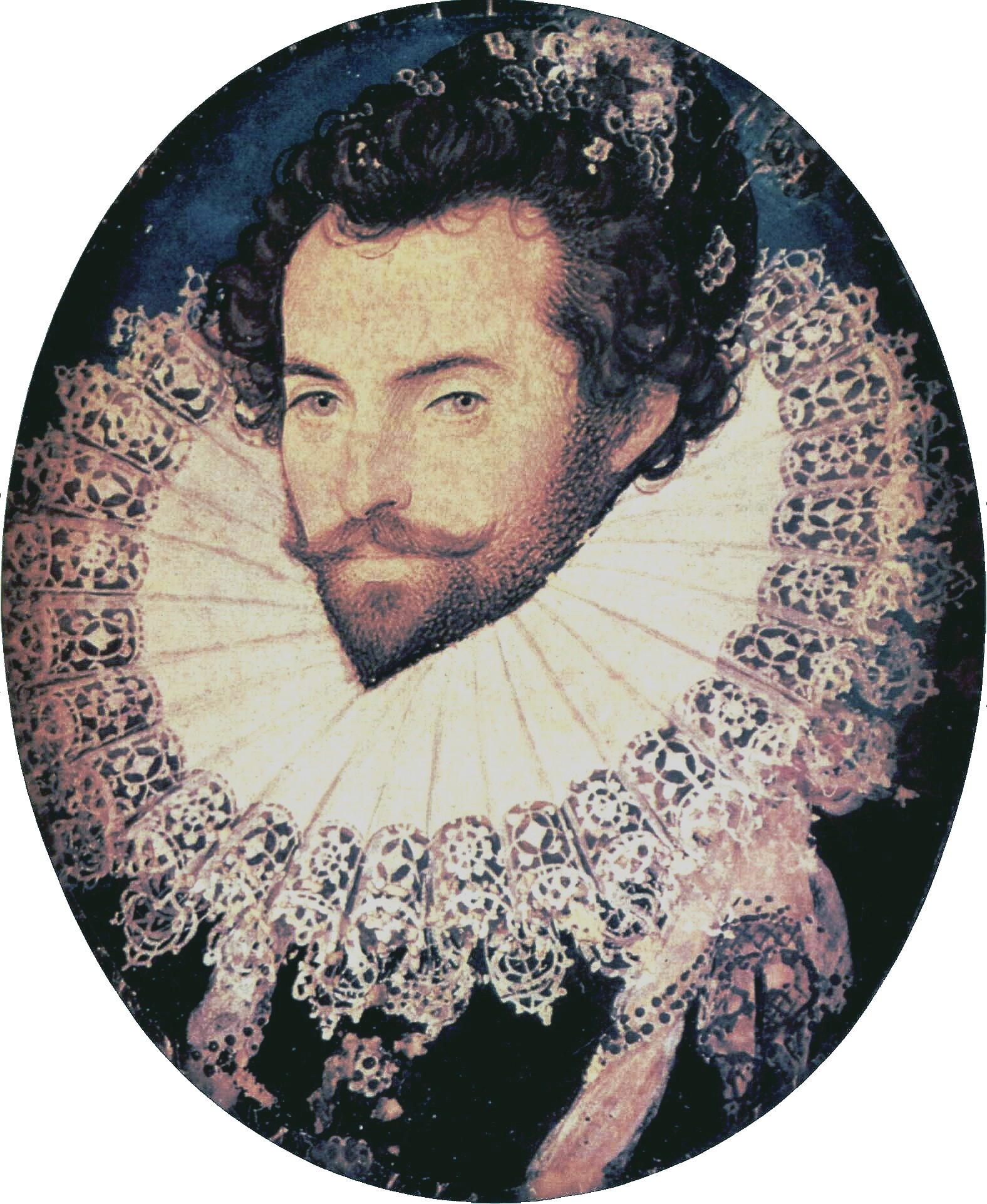
Walter Raleigh

Von 1577 bis 1580 gelang Francis Drake die zweite Weltumseglung der Geschichte. 1578 stattete Königin Elisabeth I. den Abenteurer Humphrey Gilbert mit offiziellen Privilegien für Entdeckungen und Erkundungen in Übersee aus. Gilbert segelte in die Karibik, mit dem Ziel, Piraterie zu betreiben und in Nordamerika eine Kolonie zu gründen. Doch die Expedition musste aufgegeben werden, noch bevor sie den Atlantik überquert hatte. 1583 unternahm er einen zweiten Versuch und gelangte nach Neufundland. Er nahm die Insel formell in englischen Besitz und übernahm das Kommando über die lokale Fischereiflotte, der Versuch einer dauerhaften Ansiedlung blieb jedoch aus. Gilbert starb auf der Rückkehr nach England. 1584 erhielt sein Halbbruder Walter Raleigh eigene Privilegien und gründete vor der Küste North Carolinas die Kolonie Roanoke, die jedoch aus Mangel an Versorgungsgütern scheiterte.
1603 gelangte der schottische König James VI. auf den englischen Thron, womit die beiden Staaten in Personalunion verbunden waren. Im darauf folgenden Jahr beendete er die Feindseligkeiten mit Spanien. Aufgrund des nun herrschenden Friedens mit dem Hauptrivalen verlagerte sich das englische Interesse von Beutezügen in Kolonien anderer Staaten hin zum systematischen Aufbau eines eigenen Kolonialreiches. Das Britische Weltreich nahm seinen Anfang im frühen 17. Jahrhundert mit der Besiedlung Nordamerikas und kleinerer karibischer Inseln sowie der Gründung einer privaten Handelsgesellschaft, der Ostindien-Kompanie, um Handel mit Asien zu treiben. Die folgende Zeitepoche bis zum Verlust der Dreizehn Kolonien nach dem Amerikanischen Unabhängigkeitskrieg gegen Ende des 18. Jahrhunderts wird als „Erstes Britisches Weltreich“ (First British Empire) bezeichnet.

### Afrika, Amerika, Europa und der Sklavenhandel
Die wichtigsten und lukrativsten englischen Kolonien lagen zunächst in der Karibik, aber erst nachdem einige Kolonialisierungsversuche gescheitert waren. Die 1604 gegründete Kolonie Britisch-Guayana hielt sich nur zwei Jahre, und ihr Hauptziel – Goldvorkommen zu finden – wurde nicht erreicht. Die ersten Kolonien auf den Inseln St. Lucia (1605) und Grenada (1609) mussten ebenfalls bald wieder aufgegeben werden. Von Anfang an erfolgreich waren hingegen die Anstrengungen auf St. Kitts (1624), Barbados (1627) und Nevis (1628). Die Kolonien übernahmen bald das System von Zuckerrohr-Plantagen, das die Portugiesen in Brasilien erfolgreich eingeführt hatten. Voraussetzung dafür in Amerika war jedoch die Arbeit von aus Afrika verschleppten Sklaven und – zumindest zu Beginn – die Unterstützung durch niederländische Schiffe, welche die Deportierten verkauften, dafür den Zucker aufkauften und nach Europa brachten. Um sicherzustellen, dass die steigenden Profite nicht zu stark ins Ausland abflossen, beschloss das englische Parlament im Jahr 1651 die Navigationsakte, die nur englischen Schiffen den Handel in englischen Kolonien erlaubte. Dieser Schritt führte zu Feindseligkeiten mit der Republik der Sieben Vereinigten Provinzen. In den nachfolgenden Englisch-Niederländischen Seekriegen konnte England seinen Einfluss in Amerika auf Kosten der Niederländer ausweiten. 1655 eroberten die Engländer Jamaika von den Spaniern und 1666 gelang die Kolonialisierung der Bahamas.
Die erste dauerhafte englische Siedlung in Nordamerika war das 1607 gegründete und von der Virginia Company of London verwaltete Jamestown in Virginia. Die Gründung der Kolonie Bermuda geht auf Schiffbrüchige zurück, die 1609 auf dem Weg nach Jamestown dort gestrandet waren. Die Virginia Company verlor 1624 ihre Privilegien und Virginia wurde zu einer Kronkolonie. Die Gründung der London and Bristol Company (besser bekannt als Newfoundland Company) erfolgte im Jahr 1610. Ihr Ziel war es, auf Neufundland eine dauerhafte Siedlung zu gründen, was jedoch misslang. Die Pilgerväter, eine streng puritanische Glaubensgemeinschaft, gründeten 1620 die Kolonie Plymouth in Massachusetts. Sie waren die ersten, die sich durch die beschwerliche Überfahrt nach Nordamerika der religiös motivierten Verfolgung entzogen. Maryland (1634) war eine Zufluchtsstätte für Katholiken, Rhode Island (1636) war gegenüber allen Konfessionen tolerant und Kongregationalisten zog es nach Connecticut (1639). Im Jahr 1663 wurde die Provinz Carolina gegründet. 1664 eroberte England im zweiten Englisch-Niederländischen Seekrieg die Kolonie Nieuw Amsterdam und benannte sie in New York um. 1681 gründete William Penn die Kolonie Pennsylvania. Die Kolonien auf dem amerikanischen Festland waren finanziell weniger erfolgreich als jene in der Karibik, verfügten jedoch über weite Gebiete mit gutem Ackerland und zogen weitaus mehr englische Emigranten an, welche das kühlere Klima bevorzugten.
1670 gewährte König Charles II. der Hudson’s Bay Company (HBC) eine Royal Charter, mit der sie ein Monopol auf den Pelzhandel in dem damals als Ruperts Land bekannten Gebiet erhielt; ein weitläufiges Territorium, das heute einem großen Teil von Kanada entspricht. Die durch die HBC errichteten Forts und Handelsposten waren wiederholt Angriffen durch die Franzosen ausgesetzt, die im benachbarten Neufrankreich eine eigene Pelzhandelskolonie gegründet hatten.

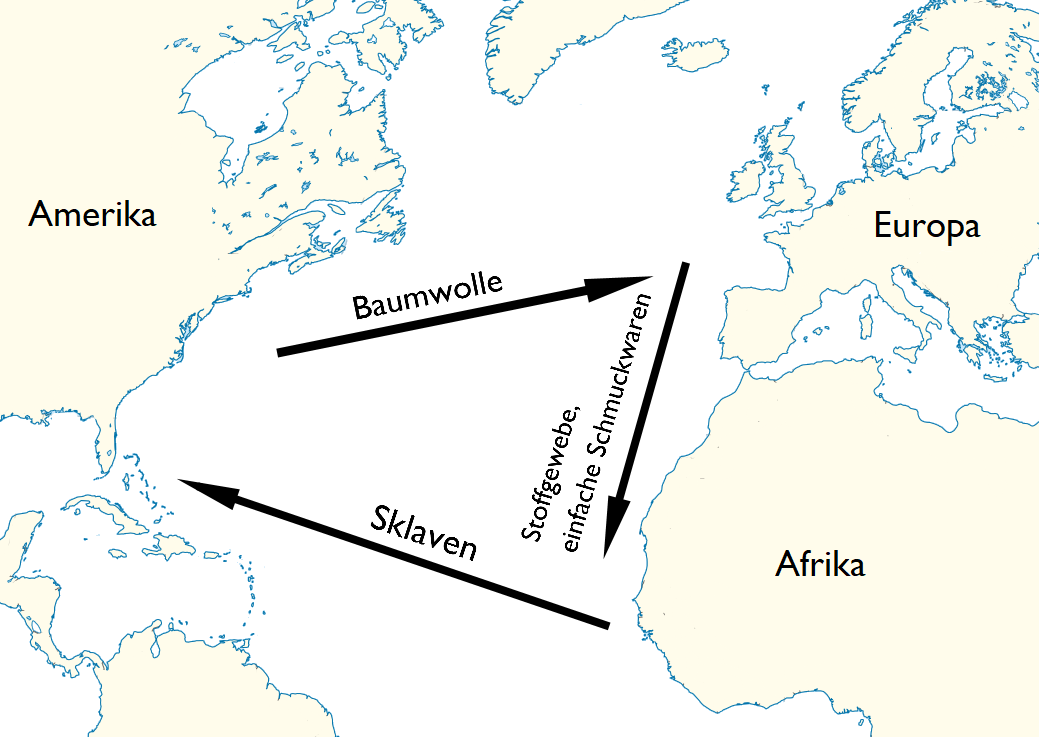
Schematische Darstellung des atlantischen Dreieckshandels

Die 1672 gegründete Royal African Company erhielt von Charles II. das Monopol über die Versorgung der britischen Kolonien mit afrikanischen Sklaven. Von Anfang an bildeten Menschenhandel und Versklavung die Grundlage aller Kolonien in der Karibik. Bis zum Verbot des Sklavenhandels (aber nicht der Sklavenhaltung) im Jahr 1807 waren die Briten für die Verschleppung von 3,5 Millionen afrikanischen Sklaven verantwortlich, was einem Drittel aller über den Atlantik transportierten Menschen entspricht. Um den Menschenhandel zu erleichtern, wurden an der Küste Westafrikas Forts errichtet, beispielsweise James Island oder Bunce Island. Vor allem wegen des ansteigenden europäischen Verbrauchs von Zucker aus Zuckerrohrplantagen stieg zwischen 1650 und 1780 der Anteil der afrikanischen Zwangsarbeiter in den karibischen Kolonien von 25 auf 80 Prozent, in den Dreizehn Kolonien von 10 auf 40 Prozent (wobei Sklaven in den südlichen Kolonien die Bevölkerungsmehrheit stellten). Für Städte im Westen Englands wie Bristol und Liverpool, die eine der drei Seiten im atlantischen Dreieckshandel bildeten, war der Menschenhandel ein bedeutender Wirtschaftsfaktor. Unhygienische Verhältnisse auf den Schiffen, sexueller Missbrauch, Ankettung der Menschen sowie mangelnde Ernährung führten dazu, dass jeder siebte Deportierte auf der Überfahrt starb.
Auch Schottland strebte danach, in Amerika Kolonien aufzubauen. 1621 wurde Nova Scotia in Besitz genommen, ging jedoch zehn Jahre später an Frankreich verloren. Das 1695 vom schottischen Parlament genehmigte Darién-Projekt sah die Errichtung einer Kolonie auf dem Isthmus von Panama vor, um den Handel zwischen Schottland und dem Fernen Osten anzukurbeln. Das Vorhaben scheiterte kläglich und zerrüttete die Staatsfinanzen. Die Konsequenzen waren derart schwerwiegend – ein Viertel des schottischen Kapitals ging verloren –, dass England und Schottland sich dazu entschlossen, beide Staaten zu vereinen. Mit dem Act of Union 1707 entstand das Königreich Großbritannien und die Engländer übernahmen die schottischen Schulden.

### Rivalität mit den Niederlanden in Asien
Zu Beginn des 17. Jahrhunderts begannen England und die Niederlande, das Monopol Portugals auf den Handel mit Asien in Frage zu stellen. Es entstanden private Aktiengesellschaften, um die Handelsreisen zu finanzieren – die Englische Ostindien-Kompanie (später Britische Ostindien-Kompanie) und die Niederländische Ostindien-Kompanie wurden 1600 bzw. 1602 gegründet. Hauptziel dieser Gesellschaften war es, einen möglichst großen Anteil am lukrativen Indienhandel zu sichern. Die relative Nähe der Hauptstädte London und Amsterdam und die Rivalität beider Länder führten zu Konflikten zwischen den Gesellschaften. Die Niederländer sicherten sich eine Vormachtstellung auf den Molukken (zuvor eine portugiesische Hochburg), während die Engländer in Indien Fuß fassten.

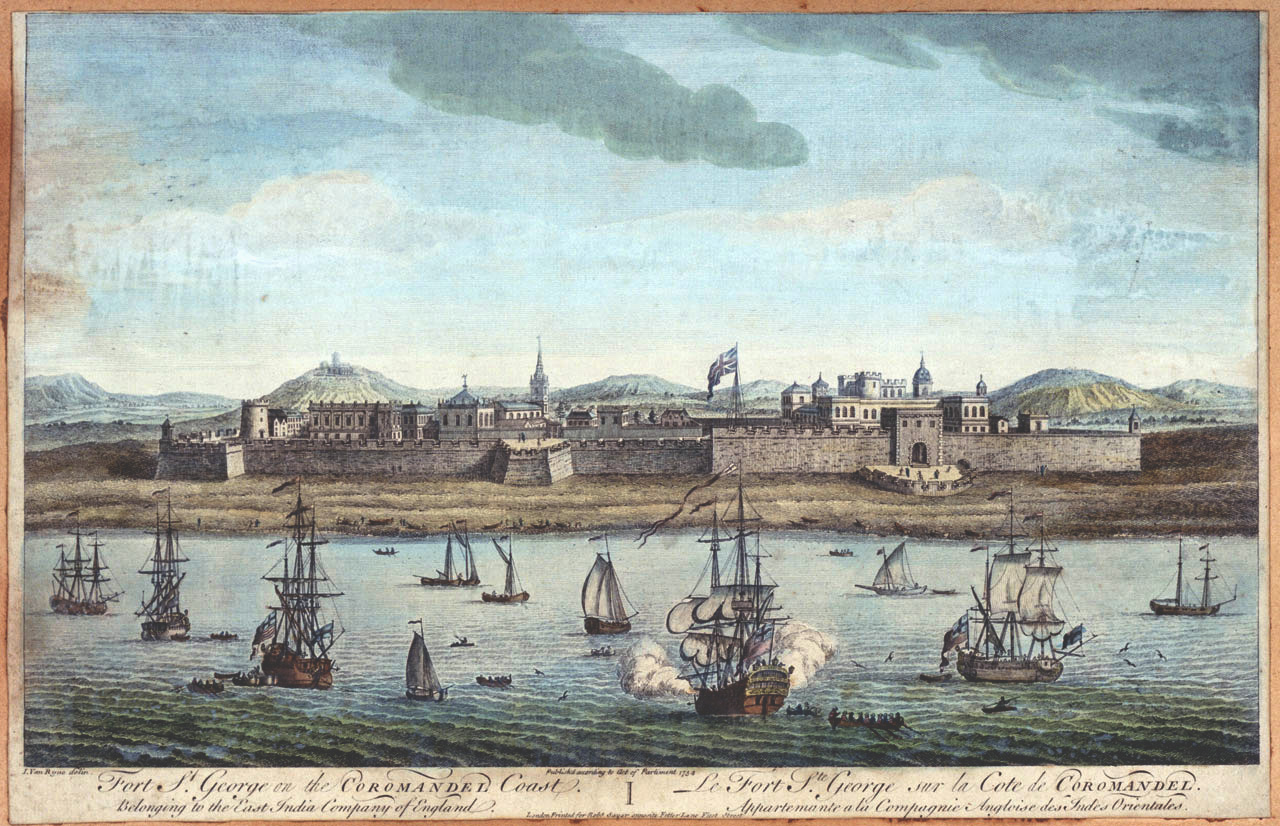
Das Fort St. George in Madras

Obwohl die Engländer die Niederländer später als Kolonialmacht übertrafen, errangen letztere im 17. Jahrhundert vorübergehend eine Vormachtstellung in Asien, aufgrund eines besser entwickelten Finanzsystems und der Auswirkungen der Englisch-Niederländischen Seekriege. Die Feindseligkeiten endeten 1688 nach der Glorious Revolution, als der Niederländer Wilhelm von Oranien den englischen Thron bestieg. Ein Vertrag zwischen beiden Staaten überließ den Niederlanden den Gewürzhandel im indonesischen Archipel und England den Textilienhandel in Indien. Der Handel mit Textilien war bald profitabler als jener mit Gewürzen und um 1720 hatte die britische Gesellschaft die niederländische übertroffen. Die Britische Ostindien-Kompanie richtete ihren Fokus nun nicht mehr auf Surat, ein Zentrum des Gewürzhandels, sondern auf Fort St. George, das spätere Madras bzw. Chennai, Bombay (heute Mumbai, 1661 von den Portugiesen als Mitgift für Katharina von Braganza überlassen) und Sutanuti, eines von drei Dörfern, aus denen die Stadt Kalkutta entstand.

### Auseinandersetzungen mit Frankreich
Der Frieden zwischen England und den Niederlanden im Jahr 1688 hatte zur Folge, dass beide Länder im Pfälzischen Erbfolgekrieg (1688–1697) verbündet waren. Allerdings konnte England einen großen Teil seiner militärischen Ausgaben auf den gleichzeitig stattfindenden King William’s War konzentrieren, während die Niederländer gezwungen waren, sich auf dem europäischen Festland gegen die Franzosen zur Wehr zu setzen und ihre koloniale Expansion dadurch ins Stocken geriet. Im 18. Jahrhundert stieg Großbritannien zur weltweit führenden Kolonialmacht auf, wodurch Frankreich zum Hauptrivalen wurde.

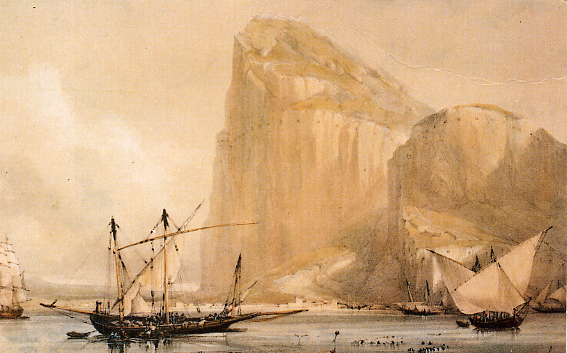
Ansicht von Gibraltar (1810)

Der Tod des spanischen Königs Karl II. und der Erbanspruch von Philipp von Anjou, einem Enkel des französischen Königs Ludwig XIV., ergab die Möglichkeit der Vereinigung Spaniens und Frankreichs mitsamt ihren Kolonien, was für die übrigen europäischen Großmächte inakzeptabel war. Im Spanischen Erbfolgekrieg (1701–1714) verbündeten sich Großbritannien, Portugal, die Niederlande und das Heilige Römische Reich gegen Spanien und Frankreich. Ein paralleler Kriegsschauplatz zwischen Großbritannien und Frankreich war in Nordamerika der Queen Anne’s War. Im Frieden von Utrecht verzichtete Philipp von Anjou auf seinen Anspruch auf den französischen Thron und Spanien verlor seine Besitzungen in Europa. Am meisten profitierte Großbritannien. Von Frankreich erhielt es Neufundland und Akadien, von Spanien Gibraltar und Menorca. Gibraltar, das heute noch in britischem Besitz ist, wurde zu einer strategisch wichtigen Marinebasis und ermöglichte es den Briten, den Zugang vom Atlantik ins Mittelmeer zu kontrollieren. Die Briten gaben Menorca 1802 im Frieden von Amiens zurück. Spanien erteilte Großbritannien außerdem das Recht am lukrativen Asiento de Negros, also die Erlaubnis, in Lateinamerika Sklaven zu verkaufen.
Der Siebenjährige Krieg (1756–1763) war der erste Krieg mit weltweiten Auswirkungen. Kriegsschauplätze waren Europa, Indien, Nordamerika, die Karibik, die Philippinen und die Küstengebiete Afrikas. In den USA ist der Konflikt unter dem Namen Franzosen- und Indianerkrieg bekannt. Die Unterzeichnung des Pariser Friedens hatte große Auswirkungen auf die Zukunft des Britischen Weltreiches. Die Kolonialherrschaft Frankreichs in Nordamerika endete mit der Anerkennung der britischen Ansprüche auf Ruperts Land und der Abtretung von Neufrankreich an Großbritannien. Spanien erhielt von Frankreich Louisiana zugesprochen und überließ dafür Florida den Briten. Nach dem Dritten Karnatischen Krieg behielt Frankreich in Indien zwar die Kontrolle über einige Enklaven, musste jedoch militärische Einschränkungen dulden und sich verpflichten, die britischen Vasallenstaaten zu unterstützen. Somit war Großbritannien nach dem Siebenjährigen Krieg die führende Kolonialmacht.

## Aufstieg des Zweiten Britischen Weltreichs (1783–1815)

### Herrschaft in Indien

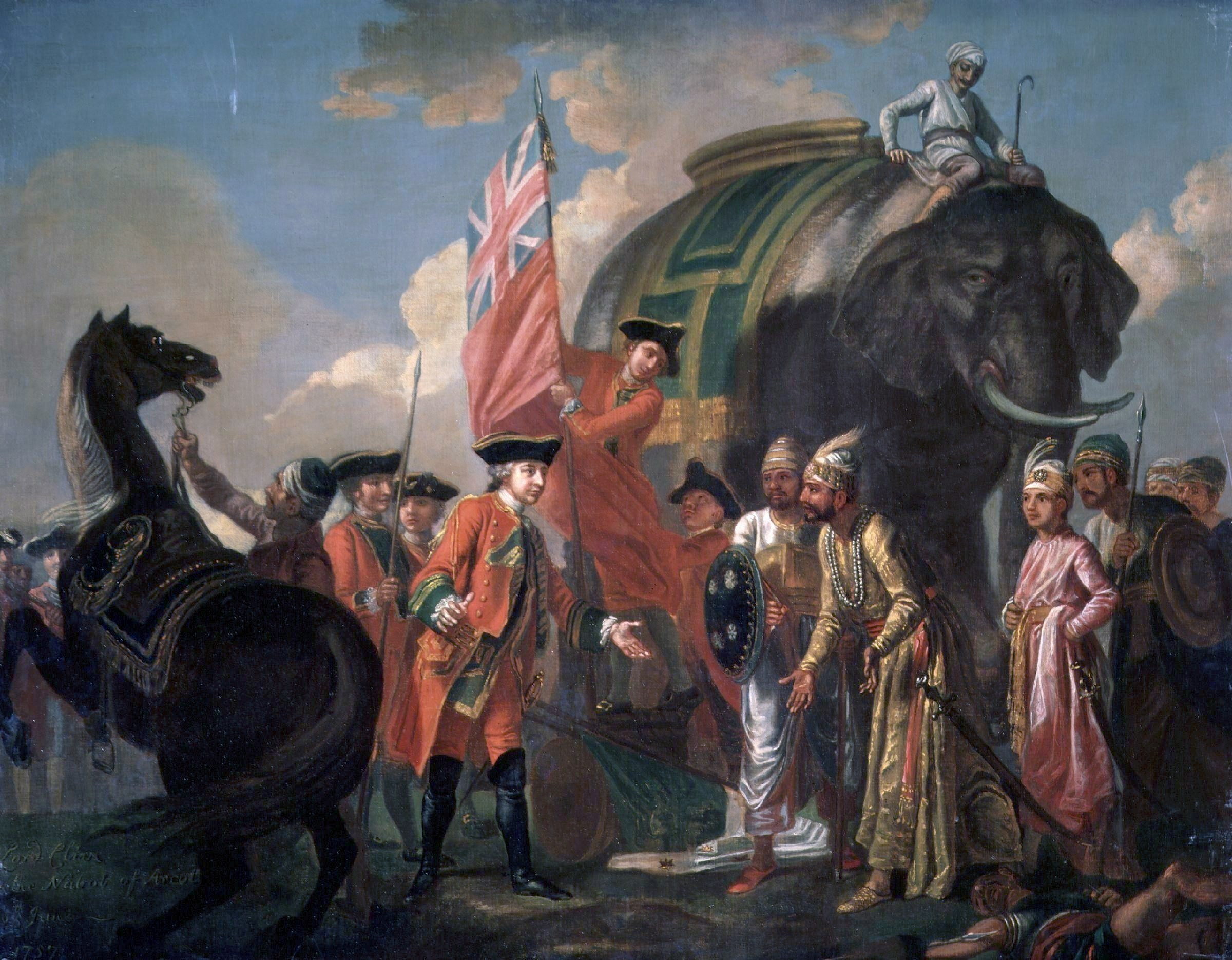
Robert Clive nach der Schlacht bei Plassey

Die Britische Ostindien-Kompanie (BEIC) konzentrierte sich im ersten Jahrhundert ihres Bestehens auf den Handel in Indien, da sie nicht in der Lage war, das mächtige Mogulreich herauszufordern, das 1617 den Engländern Handelsrechte gewährt hatte. Dies änderte sich im 18. Jahrhundert, als die Macht der Mogule unter der Herrschaft von Aurangzeb und insbesondere dessen Nachkommen allmählich zu schwinden begann. In den Karnatischen Kriegen der 1740er und 1750er Jahre gewann die BEIC die Oberhand über die konkurrierende Französische Ostindienkompanie. Der Sieg in der Schlacht bei Plassey über den Nawab Siraj-ud-Daula im Jahr 1757 hatte die uneingeschränkte Herrschaft der BEIC in der wirtschaftlich bedeutenden Provinz Bengalen zur Folge. Die Kompanie etablierte sich als führende militärische und politische Macht Indiens.
In den folgenden Jahrzehnten konnte sie das von ihr beherrschte Territorium allmählich ausweiten. Nach dem Dritten Marathenkrieg (1817/18) herrschte sie über weite Teile Südindiens, entweder direkt oder über Vasallen in den indischen Fürstenstaaten, die unter strenger Kontrolle standen. Die lokalen Herrscher mussten die Vorherrschaft Großbritanniens anerkennen und wurden im Falle einer Weigerung abgesetzt. Die Truppen der BEIC setzten sich überwiegend aus Sepoys zusammen. Weitere Eroberungen waren Rohilkhand (1801), Delhi (1803), Sindh (1843), Punjab und Nordwestliche Grenzprovinz (beide 1849), Berar (1854) und Oudh (1856).

### Verlust der Dreizehn Kolonien

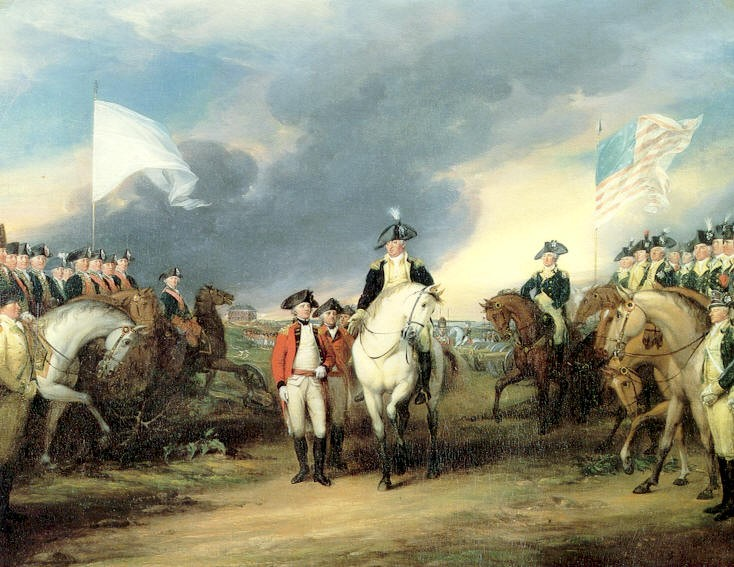
Kapitulation von Cornwallis (1781)

In den 1760er und 1770er Jahren verschlechterten sich die Beziehungen zwischen Großbritannien und den Dreizehn Kolonien in Nordamerika zusehends, insbesondere weil das britische Parlament versuchte, Steuern einzuführen, ohne dass die Siedler angemessen im Parlament vertreten waren, was in der Parole No taxation without representation beispielhaft zum Ausdruck kam. Auf die Boston Tea Party und weitere gewalttätige Ausschreitungen reagierten die Briten mit den Intolerable Acts, was 1775 zum Ausbruch des Amerikanischen Unabhängigkeitskriegs führte. 1776 erließen die Kolonisten die Unabhängigkeitserklärung der Vereinigten Staaten. Nach dem entscheidenden Sieg der Aufständischen in der Schlacht bei Yorktown 1781 musste Großbritannien zwei Jahre später im Frieden von Paris die Unabhängigkeit der Vereinigten Staaten anerkennen.
Der Verlust eines bedeutenden Teils von Britisch-Nordamerika, damals das bevölkerungsreichste britische Überseeterritorium, wird von Historikern als Übergang zwischen dem „ersten“ und dem „zweiten Weltreich“ bezeichnet; die Aufmerksamkeit Großbritanniens richtete sich kaum noch auf Nordamerika, sondern vielmehr auf Asien, den Pazifik und später auch das Innere Afrikas. In seinem 1776 erschienenen Hauptwerk Der Wohlstand der Nationen bezeichnete der schottische Ökonom Adam Smith Kolonien als überflüssig und forderte den Ersatz der alten merkantilistischen Wirtschaftspolitik durch den Freihandel. Der zunehmende Handel mit den unabhängig gewordenen Vereinigten Staaten nach 1783 schien Smiths Theorie zu bestätigen, dass politische Kontrolle keine Voraussetzung für wirtschaftlichen Erfolg ist. Spannungen zwischen beiden Staaten eskalierten während der Koalitionskriege, als Großbritannien versuchte, den amerikanischen Handel mit Frankreich zu blockieren, und amerikanische Seeleute zum Dienst in der Royal Navy zwangsrekrutierte. Im Britisch-Amerikanischen Krieg (1812–1814) konnte keine Seite einen entscheidenden Vorteil erringen und der Friede von Gent stellte im Wesentlichen den Vorkriegszustand wieder her.
Die Ereignisse in Nordamerika beeinflussten die britische Politik in Kanada, wo sich nach dem Unabhängigkeitskrieg mehrere Zehntausend Loyalisten niedergelassen hatten. Die 14.000 Loyalisten, die zum Saint John River zogen, fühlten sich zu isoliert von der Kolonialregierung in Halifax, so dass die britische Regierung 1784 von Nova Scotia die neue Kolonie New Brunswick abtrennte. Das Verfassungsgesetz von 1791 schuf die Provinzen Oberkanada und Niederkanada; erstere war mehrheitlich englischsprachig, letztere mehrheitlich französischsprachig. Dadurch sollten die Spannungen zwischen den Bevölkerungsgruppen abgebaut werden. Ein weiteres Ziel war es, die Herrschaft der Zentralregierung zu stärken und nicht jene Art der Selbstverwaltung zuzulassen, die aus Sicht der Briten zur Amerikanischen Revolution geführt hatte.

### Expansion im Pazifik

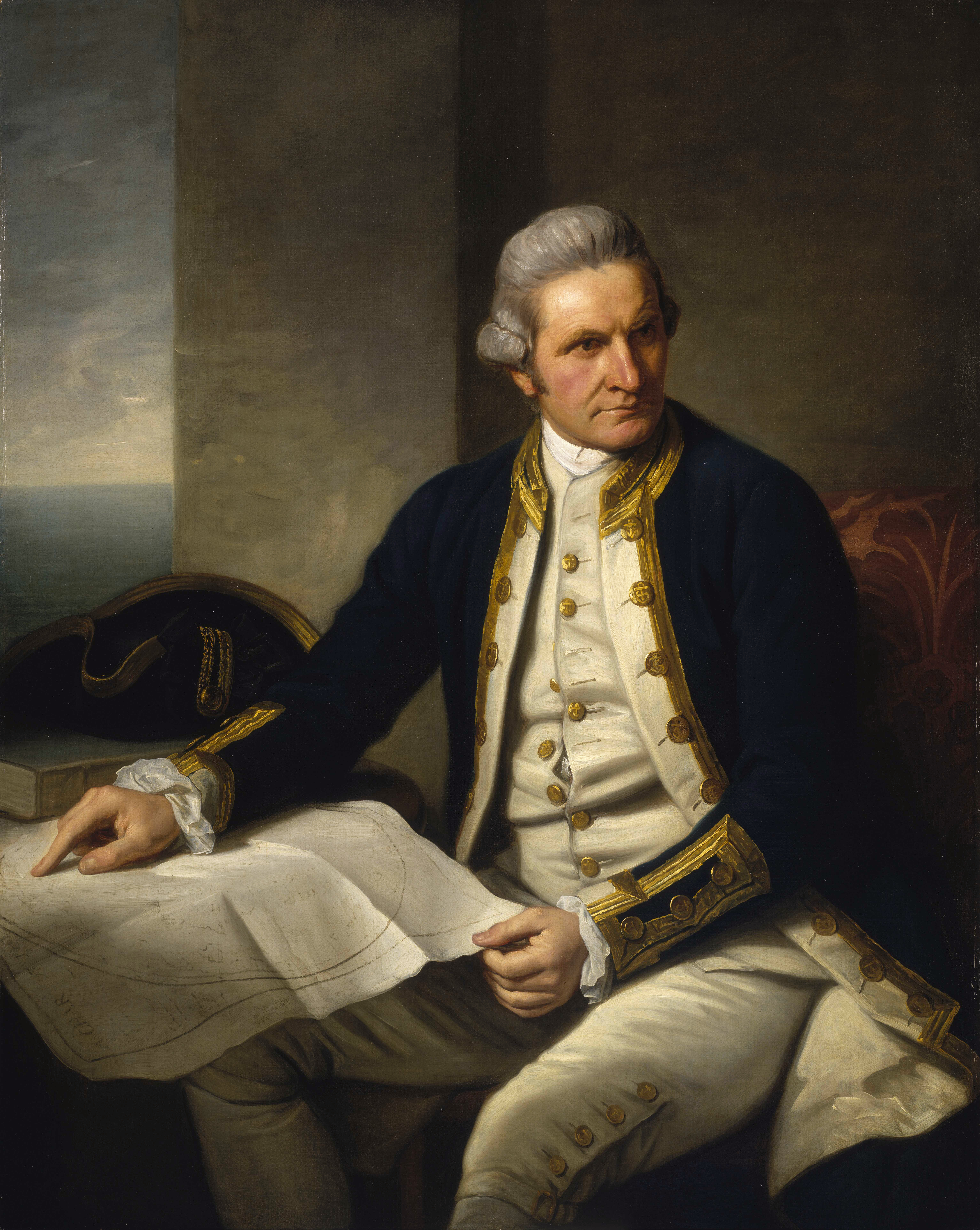
James Cook

Seit 1718 war die Deportation nach Amerika die Strafe für zahlreiche kriminelle Vergehen in Großbritannien. Jährlich wurden rund 1.000 Verurteilte über den Atlantik transportiert. Nach dem Verlust der Dreizehn Kolonien sah sich die britische Regierung gezwungen, ein neues Ziel für Deportationen zu finden, wofür sich Australien anbot. 1770 entdeckte James Cook auf seiner wissenschaftlichen Expedition im Südpazifik die Ostküste Australiens und nahm den Kontinent für Großbritannien in Besitz. Joseph Banks, Cooks Botaniker auf dieser Reise, überzeugte 1778 die Regierung davon, dass die Botany Bay als Standort einer Sträflingskolonie geeignet sei. Die erste Flotte mit Strafgefangenen, die First Fleet, legte 1787 in Portsmouth ab und erreichte ein Jahr später Australien. Die erste Siedlung wurde nicht in der Botany Bay errichtet, sondern in der nahen Sydney Cove, aus der die spätere Millionenstadt Sydney entstand. Die Deportationen in die Kolonie New South Wales wurden bis 1840 fortgesetzt. Damals zählte sie 56.000 Einwohner, von denen die Mehrheit Sträflinge, Freigelassene und deren Nachkommen waren. Australien entwickelte sich zu einem profitablen Exporteur von Wolle und Gold.
Während seiner Reise gelangte Cook auch nach Neuseeland. 1769 nahm er die Nordinsel in Besitz, 1770 die Südinsel. Zunächst beschränkte sich der Kontakt zwischen Māori und Europäern auf den Austausch von Handelsgütern. Insbesondere im Norden entstanden in der ersten Hälfte des 19. Jahrhunderts Walfangstationen. 1839 gab die New Zealand Company bekannt, sie werde in Neuseeland große Landstriche erwerben und Kolonien gründen. 1840 unterzeichneten Kapitän William Hobson und rund 40 Māori-Repräsentanten den Vertrag von Waitangi. Dieser Vertrag gilt als Gründungsdokument Neuseelands, doch unterschiedliche Interpretationen der englischen und Māori-Versionen sorgen bis heute für juristische Auseinandersetzungen. In den Neuseelandkriegen (1845–1872) konnten die Briten ihre Herrschaft über ganz Neuseeland durchsetzen.

### Napoleonische Kriege und Abschaffung der Sklaverei
Während der Herrschaft Napoleon Bonapartes wurde Großbritannien im sogenannten Britisch-Französischen Kolonialkonflikt erneut durch das neu entstandene französische Kaiserreich herausgefordert. Im Gegensatz zu früher handelte es sich nicht nur um eine kriegerische Auseinandersetzung zwischen Staaten, sondern auch zwischen Ideologien. Nicht nur die britische Vormachtstellung in der Welt war gefährdet; Napoléon drohte auch damit, Großbritannien selbst zu erobern, wie zahlreiche andere Staaten auf dem europäischen Festland. Die Briten investierten viele Ressourcen und große Geldsummen, um den Krieg zu ihren Gunsten zu entscheiden. Die Royal Navy blockierte französische Häfen und errang 1805 in der Schlacht von Trafalgar einen entscheidenden Sieg über die französisch-spanische Flotte. Frankreich wurde schließlich 1815 durch eine Koalition europäischer Armeen besiegt. Wieder war Großbritannien der größte Nutznießer von Friedensverträgen. Frankreich musste gemäß den am Wiener Kongress ausgehandelten Bedingungen die Ionischen Inseln, Malta, die Seychellen, Mauritius, St. Lucia und Tobago abtreten. Von Spanien erhielten die Briten Trinidad, von den Niederlanden Guayana und die Kapkolonie. Im Gegenzug gaben die Briten Guadeloupe, Martinique, Gorée, Französisch-Guayana und Réunion an Frankreich sowie Java und Suriname an die Niederlande zurück – Territorien, die sie während der Koalitionskriege besetzt hatten.
Die britische Regierung geriet unter zunehmenden Druck der Abolitionismus-Bewegung, woraufhin das Parlament 1807 den Slave Trade Act erließ, der den Sklavenhandel, jedoch nicht die Sklavenhaltung, im gesamten Britischen Empire verbot. Sierra Leone wurde 1808 als offizielle britische Kolonie für befreite Sklaven gegründet. Der 1833 vom Parlament erlassene Slavery Abolition Act machte nicht nur den Sklavenhandel illegal, sondern die Sklaverei an sich. Am 1. August 1834 erhielten sämtliche Sklaven im Empire die Freiheit.

## Großbritanniens „imperiales Jahrhundert“ (1815–1914)

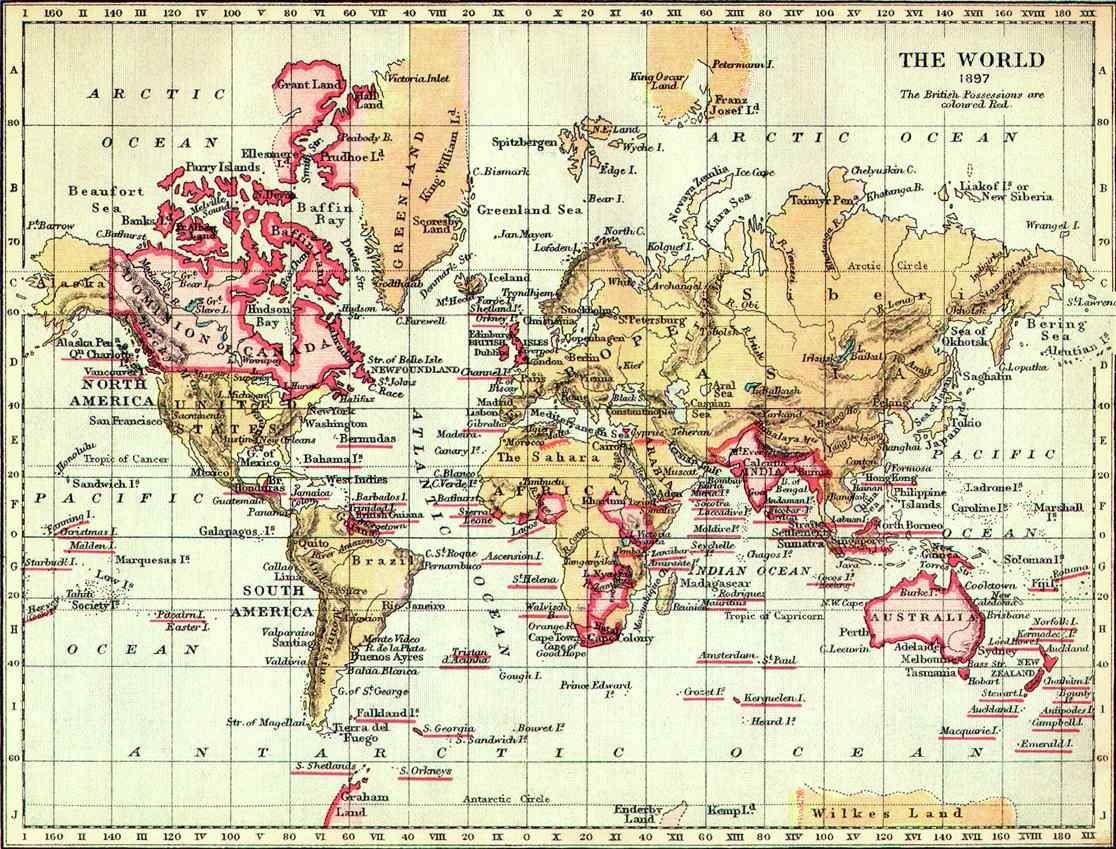
Das Britische Weltreich im Jahr 1897, die britischen Besitzungen werden traditionell rot gekennzeichnet

Der Zeitraum zwischen 1815 und 1914 wird von einigen Historikern als „imperiales Jahrhundert“ bezeichnet. Nach dem Sieg über Frankreich hatte Großbritannien keine ernstzunehmenden Rivalen mehr, mit Ausnahme des Russischen Reiches in Zentralasien. Die auf See uneingeschränkt dominierenden Briten übernahmen die Rolle eines „Weltpolizisten“, eine später als Pax Britannica bezeichnete Staatsdoktrin. Die Außenpolitik war vom Prinzip der splendid isolation geprägt: Andere Mächte waren durch Konflikte in Europa gebunden, während die Briten sich heraushielten und durch die Konzentration auf den Handel ihre Vormachtstellung noch weiter ausbauten. Großbritannien übte nicht nur die Kontrolle über die eigenen Kolonien aus, sondern beeinflusste dank der führenden Position in der Weltwirtschaft auch die Innenpolitik zahlreicher nominell unabhängiger Staaten. Dazu gehörten China, Argentinien und Siam, die auch „informelles Empire“ genannt werden.
Neue Technologien, die in der zweiten Hälfte des 19. Jahrhunderts entwickelt wurden, stützten die imperiale Macht Großbritanniens. Dazu gehörten das Dampfschiff und die Telegrafie, welche die Koordination, Kontrolle und Verteidigung des Empire erleichterten. Bis 1902 waren sämtliche Kolonien durch ein Netz von Telegrafenkabeln miteinander verbunden, die All Red Line.

### Die Ostindien-Kompanie in Asien
Die britische Asienpolitik im 19. Jahrhundert war hauptsächlich auf die Absicherung und Ausdehnung der Herrschaft in Indien ausgerichtet, da es die wichtigste Kolonie war und als Schlüssel zum übrigen Asien galt. Die Britische Ostindien-Kompanie trieb die Expansion des Empire in Asien voran. Die Armee der Kompanie hatte erstmals im Siebenjährigen Krieg (1756–1763) mit der Royal Navy zusammengearbeitet. Sie kooperierten auch außerhalb Indiens, beispielsweise bei der Vertreibung der Franzosen aus Ägypten (1799), der vorübergehenden Eroberung Javas von den Niederländern (1811), beim Erwerb von Singapur (1819) und Malakka (1824) sowie der Eroberung Burmas (1826).
Von ihrer indischen Basis aus war die Kompanie seit den 1730er Jahren im Rahmen des Chinahandels auch im zunehmend profitablen Opiumgeschäft mit China involviert. Dieser Handel, den Kaiser Yongzheng 1729 für illegal erklärt hatte, trug dazu bei, dass die negative britische Handelsbilanz, die sich aus dem Import von Tee und Seide ergab, umgekehrt und der Devisenabfluss nach China, der zu einer spürbaren Verknappung der britischen Silberreserven geführt hatte, gestoppt werden konnte. Als die chinesischen Behörden 1839 in Guangzhou über 20.000 Kisten Opium konfiszierten, führte dies zum Ersten Opiumkrieg. 1841 eroberten die Briten Hongkong, damals eine kleine Siedlung.

Das im Rahmen des Sepoy-Aufstands von den Briten erstürmte Secundra Bagh in Lucknow, Aufnahme von Felice Beato, März 1858

Der Anfang vom Ende der Britischen Ostindien-Kompanie war eine Meuterei der Sepoys gegen ihre britischen Kommandanten, zum Teil ausgelöst durch die Spannungen, welche die Briten mit dem Versuch, Indien zu verwestlichen, aufgebaut hatten. Die Briten benötigten für die Niederschlagung des Sepoy-Aufstandes von 1857 ein halbes Jahr, der Konflikt forderte auf beiden Seiten viele Tote. Daraufhin führte die britische Regierung die direkte Herrschaft über Britisch-Indien ein und ein ernannter Generalgouverneur im Range eines Vizekönigs verwaltete die Kronkolonie. Königin Victoria wurde 1876 zur Kaiserin von Indien ernannt. Die Ostindien-Kompanie stellte 1858 ihre Geschäftstätigkeit ein und wurde 1873 aufgelöst.
Im 19. Jahrhundert gab es in Indien eine Reihe von Missernten, die folgenden Hungersnöte forderten rund 10 Millionen Tote. Während ihrer Herrschaft hatte es die Ostindien-Kompanie unterlassen, irgendwelche koordinierten Maßnahmen gegen Hungersnöte zu treffen. Dies änderte sich erst unter direkter britischer Verwaltung. Nach jeder Hungersnot wurden Kommissionen eingesetzt, um die Ursachen zu untersuchen und Maßnahmen einzuleiten. Der Wirtschaftsanthropologe Jason Hickel und sein Co-Autor Dylan Sullivan schätzen, dass Indien eine Übersterblichkeit von 165 Millionen Menschen aufgrund des britischen Kolonialismus zwischen 1880 und 1920 erlitten hat. Zu Beginn des 20. Jahrhunderts zeigten sich erste Auswirkungen.

### „The Great Game“
Während des 19. Jahrhunderts strebten Großbritannien und Russland danach, das Machtvakuum in Zentralasien auszufüllen, das durch die Schwächung des Osmanischen Reiches, der persischen Kadscharen-Dynastie und der chinesischen Qing-Dynastie entstanden war. Diese Rivalität ist als The Great Game („Das Große Spiel“) bekannt. Aus britischer Sicht waren die errungenen Siege im Russisch-Persischen Krieg (1826–1828) und im Russisch-Türkischen Krieg (1828–1829) ein klares Zeichen für die imperialen Ambitionen und Möglichkeiten der Russen, sie weckten auch die Angst vor einer Invasion Indiens auf dem Landweg. 1839 versuchte Großbritannien, diesem Ziel mit der Eroberung Afghanistans zuvorzukommen. Diese endete drei Jahre später mit einer der verheerendsten Niederlagen des viktorianischen Zeitalters, als die britische Invasionstruppe 1842 beim Abzug aus Kabul durch paschtunische Stämme, die mit russischen Waffen ausgerüstet waren, fast vollständig vernichtet wurde. Der Zweite Anglo-Afghanische Krieg führte 1880 zu einer verheerenden Niederlage bei Maiwand, der Belagerung Kabuls durch die Afghanen und dem britischen Rückzug nach Indien. Nach dem Dritten Anglo-Afghanischen Krieg von 1919 musste Großbritannien die Souveränität Afghanistans endgültig anerkennen.

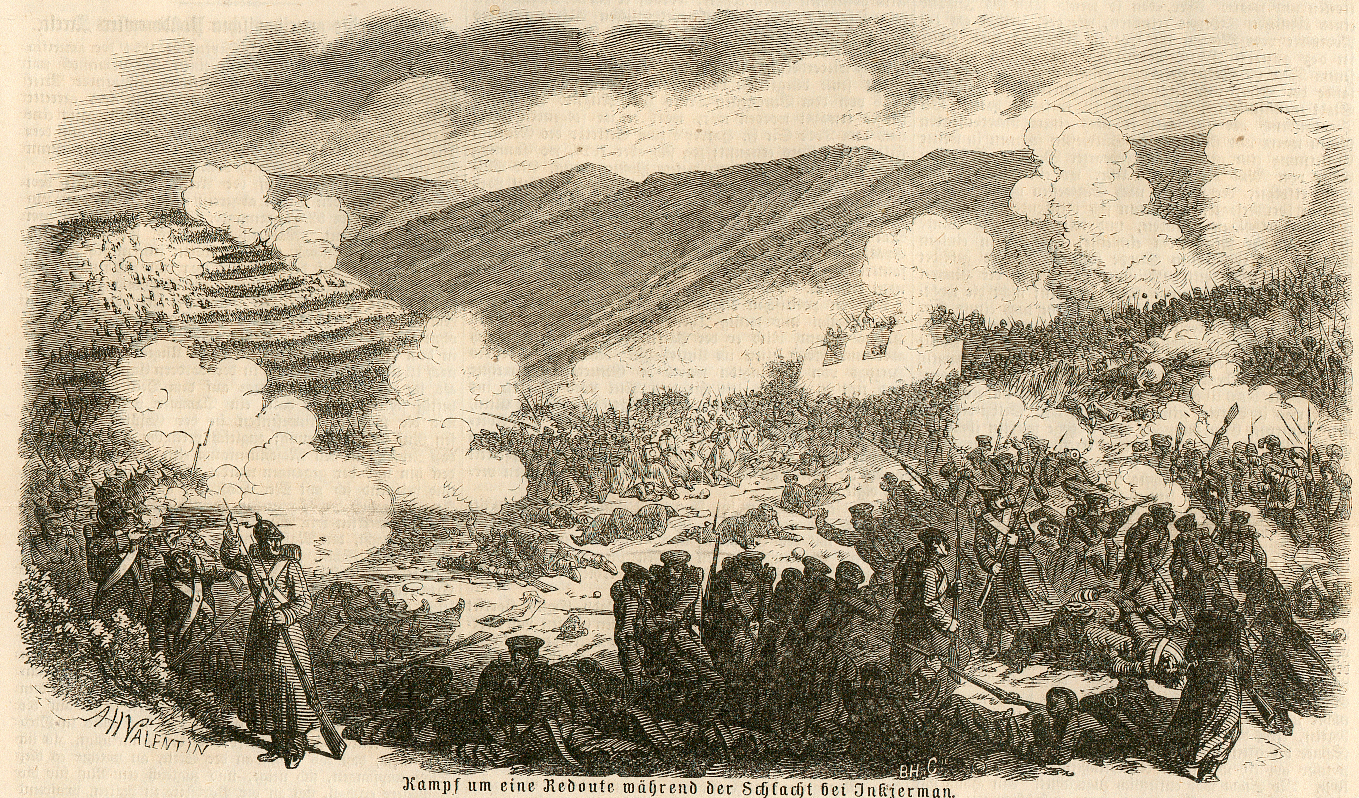
Zeitgenössische Zeitungsillustration der Schlacht bei Inkerman (1855)

Als Russland 1853 den türkisch beherrschten Teil des Balkans besetzte, fürchteten sowohl Großbritannien als auch Frankreich die drohende russische Dominanz im Mittelmeerraum und im Nahen Osten. Sie entsandten Expeditionsarmeen auf die Krimhalbinsel, um die dortige russische Flottenbasis einzunehmen. Im Krimkrieg, der bis 1856 dauerte, kamen zahlreiche neue Methoden der modernen Kriegführung zur Anwendung. Dieser Krieg war der einzige gegen eine andere Kolonialmacht während der Pax Britannica und endete mit einer empfindlichen Niederlage Russlands. In den nächsten zwei Jahrzehnten blieb die Situation in Zentralasien weiterhin angespannt. Während die Briten 1876 Belutschistan annektierten, eroberten die Russen die Territorien des heutigen Kirgisistan, Kasachstan und Turkmenistan.
1878 verpachtete das Osmanische Reich Zypern an Großbritannien (Britisch-Zypern) und erhielt im Gegenzug die Zusicherung, bei einem erneuten Vorstoß der Russen Unterstützung zu erhalten. Im selben Jahr einigten sich aber Großbritannien und Russland auf Einflusssphären, womit der Konflikt entschärft werden konnte. Den letzten Versuch, ihren Einfluss in Zentralasien auszudehnen, unternahmen die Briten 1903/04 mit dem erfolglosen Tibetfeldzug. Die Vernichtung der russischen Flotte im Russisch-Japanischen Krieg (1904–1905) verringerte gleichwohl die Bedrohung für Großbritannien.

### Wettlauf um Afrika

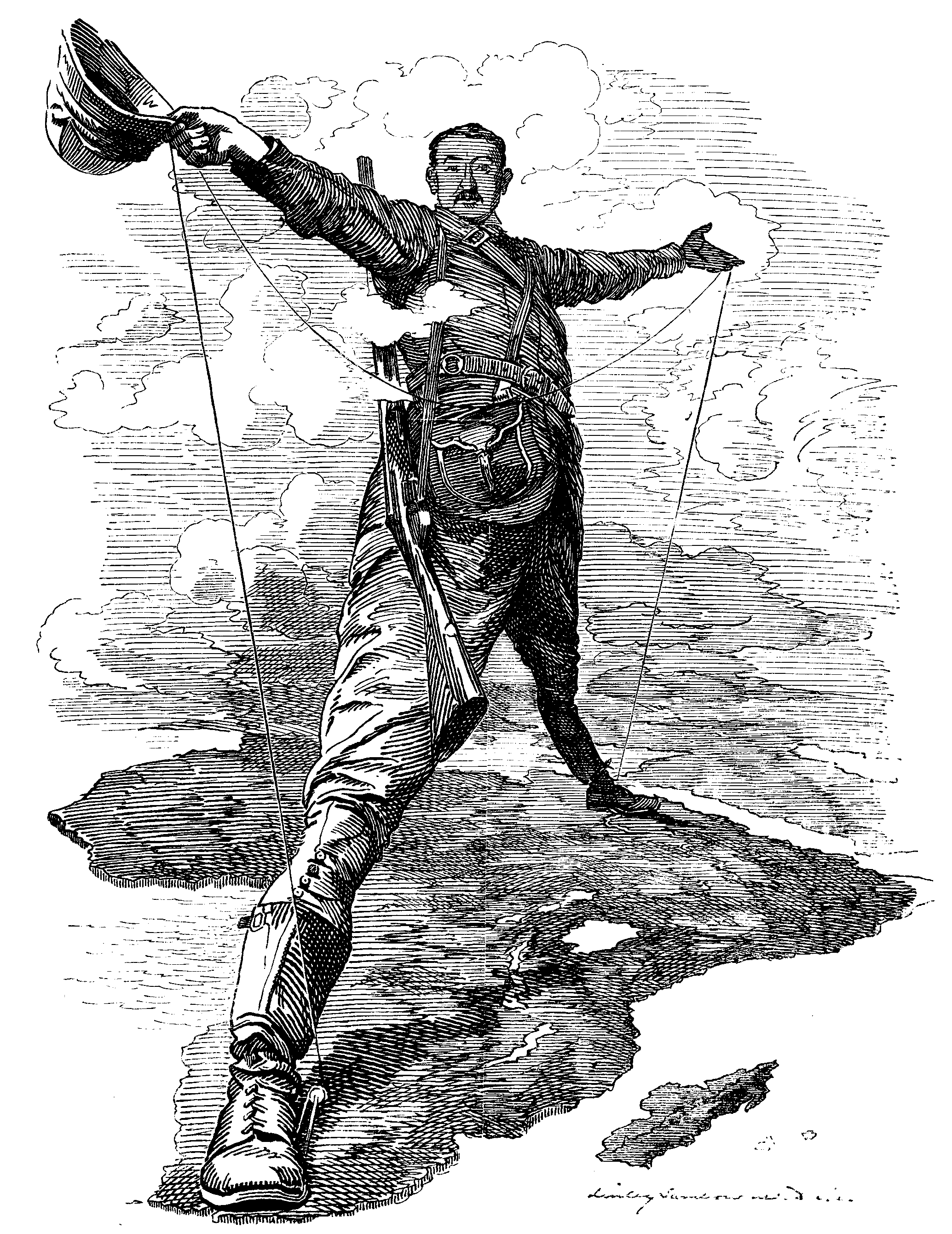
The Rhodes Colossus, Karikatur auf Cecil Rhodes und den Kap-Kairo-Plans

Die Niederländische Ostindien-Kompanie hatte 1652 an der Südspitze Afrikas die Kapkolonie gegründet, als Zwischenstation für ihre Schiffe auf dem Weg zu den Kolonien in Asien. Großbritannien besetzte die Kolonie 1795, um sie nach der Eroberung der Niederlande vor dem Zugriff der Franzosen zu bewahren. 1806 annektierte Großbritannien die Kapkolonie formell. Nach 1820 gelangten immer mehr britische Einwanderer hierher und verdrängten die Buren, welche die britische Herrschaft ablehnten. Tausende von Buren zogen in den 1830er und 1840er Jahren im Großen Treck nordostwärts und gründeten kurzlebige Burenrepubliken.
1843 annektierten die Briten Natal. 1879 drangen britische Truppen von dort aus in das benachbarte Reich der Zulu ein und unterwarfen es im Zulukrieg. Die Voortrekker gerieten wiederholt in bewaffnete Konflikte mit den Briten, die im südlichen Afrika ihre eigenen Ziele verfolgten. Schließlich gründeten die Buren zwei Republiken, die sich längere Zeit halten konnten, die Südafrikanische Republik und den Oranje-Freistaat. Im Zweiten Burenkrieg (1899–1902) eroberten die Briten, die es vor allem auf die großen Goldvorkommen abgesehen hatten, beide Republiken. Den unterlegenen Buren gewährten sie aber großzügige Friedensbedingungen.
1869 wurde in Ägypten der unter französischer Leitung errichtete Sueskanal eröffnet, der das Mittelmeer mit dem Roten Meer und dem Indischen Ozean verbindet. Die Briten lehnten den Bau des Kanals zunächst ab; als er jedoch offen war, erkannten sie rasch seinen strategischen Wert. 1875 erwarb die britische Regierung für vier Millionen Pfund den 44-%-Anteil des verschuldeten ägyptischen Herrschers Ismail Pascha an der Kanalgesellschaft. Zwar erlangten die Briten dadurch nicht die vollständige Kontrolle über den Wasserweg, konnten aber großen Einfluss ausüben. Die gemeinsame britisch-französische Finanzkontrolle Ägyptens endete 1882 mit der britischen Okkupation des Landes nach der Niederschlagung des Urabi-Aufstands. Die Franzosen blieben Mehrheitsaktionäre und versuchten, die britische Position zu schwächen. Die Streitfragen konnten 1888 durch Verhandlungen geklärt werden. Der daraus resultierende Vertrag trat 1904 in Kraft und machte den Kanal zu einem neutralen Territorium. De facto übten die Briten aber bis 1954 die Kontrolle aus.

Kolonien in Afrika (1914)

1874 zwangen die Briten dem Aschantireich den Vertrag von Fomena auf. Die Aschanti mussten auf alle ihre Rechte an der Küste verzichten und den Sklavenhandel, einst ihre Haupteinnahmequelle, für illegal erklären. Die Gebiete an der Küste wurden in die britische Kolonie Goldküste eingegliedert, der Rest des Aschantireiches bis 1902 ebenfalls unterworfen. Als die Aktivitäten Frankreichs, Belgiens und Portugals im Mündungsbereich des Kongo die Gefahr eines Krieges heraufbeschworen, beschlossen die europäischen Kolonialmächte bei der Kongokonferenz in Berlin (1884/85) Regeln für die Aufteilung Afrikas. Sie definierten die „effektive Okkupation“ als Kriterium für die internationale Anerkennung eines Anspruchs in diesem „Wettlauf um Afrika“ (scramble for Africa).
Im Sudan kam es 1881 zum Mahdi-Aufstand, der sich gegen die ägyptische Besetzung richtete. 1885 eroberten die Aufständischen Khartum, ein britisches Expeditionsheer erreichte die Stadt zu spät und musste wieder abziehen. Erst 1896 wurde ein britisch-ägyptisches Expeditionskorps in Marsch gesetzt, das die Mahdisten zwei Jahre später in der Schlacht von Omdurman besiegte. Ebenfalls 1898 hatte Frankreich von Süden her Teile des Sudan besetzt; die daraus resultierende Faschoda-Krise konnte jedoch mit dem Rückzug der französischen Truppen und dem Sudanvertrag beigelegt werden. 1899 wurde der Sudan als anglo-ägyptisches Kondominium konstituiert.
Die britischen Eroberungen in Süd- und Ostafrika bewogen Cecil Rhodes dazu, ein Reich vom „Kap nach Kairo“ anzustreben und eine transkontinentale Eisenbahn von Süd nach Nord zu bauen (Kap-Kairo-Plan). Die British South Africa Company, deren Vorsitzender Rhodes war, annektierte 1888 die nach ihm Rhodesien benannten Territorien. Einem ununterbrochenen, von Kapstadt nach Kairo reichenden britischen Herrschaftsgebiet stand jedoch die Kolonie Deutsch-Ostafrika im Wege. Im Helgoland-Sansibar-Vertrag verzichtete das Deutsche Reich 1890 auf seine Ansprüche auf Sansibar und erhielt im Gegenzug das zuvor britische Helgoland zugesprochen. Mächtige Interessengruppen aus Wirtschaft und Politik kamen zur Ansicht, dass die Bildung eines „formellen“ Imperiums nötig sei, um den Bedeutungsverlust in den Weltmärkten aufzuhalten. Vor allem Joseph Chamberlain setzte sich vehement dafür ein. Während der 1890er Jahre wurde der neue Imperialismus zur Leitidee der britischen Politik. Dieser entstand also nicht aus einer Position der Stärke heraus, sondern war vielmehr eine Folge der Angst vor dem wirtschaftlichen Bedeutungsverlust.

### Neuer Status der Siedlerkolonien
Der Weg zur Unabhängigkeit der Siedlerkolonien des Britischen Weltreichs nahm 1839 seinen Anfang mit dem Bericht von Lord Durham über die Lage in Britisch-Nordamerika. Darin schlug er die Vereinigung und Selbstverwaltung von Oberkanada und Niederkanada vor, als Reaktion auf die niedergeschlagenen Rebellionen von 1837. Mit dem Act of Union 1840 wurde die Provinz Kanada geschaffen. Als erste Kolonie erhielt Nova Scotia 1848 eine eigenverantwortliche Regierung, bald darauf folgten die weiteren Kolonien in Britisch-Nordamerika. 1867 schlossen sich Ober- und Niederkanada, New Brunswick und Nova Scotia zum Bundesstaat Kanada zusammen, der mit Ausnahme der Außenpolitik in allen Bereichen politisch eigenständig war.

Diese Flagge kombiniert die Wappen der Dominions mit dem Union Jack, um ihre wachsende Bedeutung zu symbolisieren

Weitere Gebiete erhielten zu Beginn des 20. Jahrhunderts einen ähnlichen Grad an Selbstbestimmung zugesprochen: Die australischen Kolonien 1901 durch Zusammenschluss zu einem Bundesstaat, Neuseeland und Neufundland sechs Jahre später. Im Rahmen der Reichskonferenz von 1907 wurde der Begriff Dominion für diese Gebiete offiziell eingeführt. 1910 erhielt auch die Südafrikanische Union, die durch den Zusammenschluss von Kapkolonie, Natal, Transvaal und Oranje-Freistaat entstand, diesen Status.
Gegen Ende des 19. Jahrhunderts gab es immer häufiger Kampagnen für die Selbstverwaltung Irlands (Home Rule). Nach der Rebellion von 1798 war Irland mit dem Act of Union 1800 dem Vereinigten Königreich einverleibt worden. Die Große Hungersnot von 1845 bis 1849 forderte bis zu einer Million Tote. Premierminister William Ewart Gladstone unterstützte das Prinzip des Home Rule, weil er hoffte, Irland würde dem Beispiel Kanadas folgen und ein Dominion werden. Das Parlament lehnte jedoch am 8. Juni 1886 ein entsprechendes Gesetz (das Government of Ireland Bill 1886, auch bekannt als 'First Home Rule Bill') ab. Viele Abgeordnete fürchteten, ein teilweise unabhängiges Irland wäre ein Sicherheitsrisiko für Großbritannien und werde zum Auseinanderbrechen des Empire führen. Ein ähnliches Gesetz wurde 1893 ebenfalls abgelehnt. Der dritte Anlauf im Jahr 1914 war schließlich erfolgreich, konnte aber wegen des Ausbruchs des Ersten Weltkriegs nicht umgesetzt werden, was 1916 zum Osteraufstand führte.

## Weltkriege (1914–1945)
Um die Jahrhundertwende nahmen die Befürchtungen zu, Großbritannien werde nicht mehr in der Lage sein, das gesamte Empire zu verteidigen und gleichzeitig die „splendid isolation“ zu bewahren. Das Deutsche Reich hatte einen rasanten Aufstieg hinter sich, sowohl militärisch als auch wirtschaftlich, und galt nun als wahrscheinlichster Gegner in einem künftigen Krieg. Großbritannien schloss neue Allianzen: 1902 mit Japan, sowie mit den ehemaligen Erzfeinden Frankreich (entente cordiale) 1904 und Russland 1907 (Triple Entente, Vertrag von Sankt Petersburg).

### Erster Weltkrieg

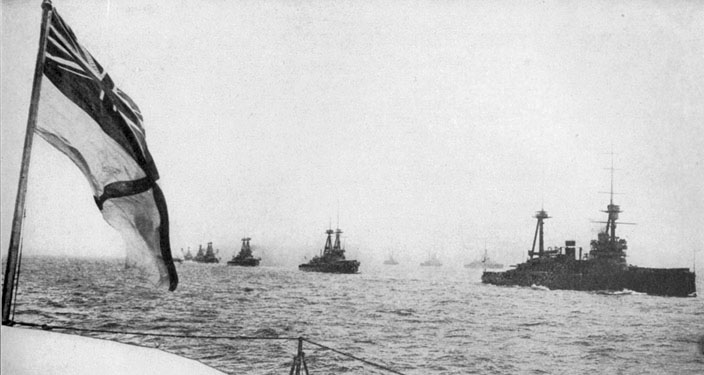
Kriegsschiffe der Grand Fleet

Die Kriegserklärung Großbritanniens und seiner Alliierten an das Deutsche Reich zu Beginn des Ersten Weltkriegs zog auch die Kolonien und Dominions in den Konflikt hinein. Sie leisteten dem Mutterland umfangreiche militärische, finanzielle und materielle Unterstützung. Mehr als 2,5 Millionen Soldaten dienten in den britischen Streitkräften, dazu kamen Tausende von Freiwilligen aus den Kolonien. Die meisten deutschen Besitzungen in Afrika wurden rasch eingenommen; Australien und Neuseeland besetzten die deutschen Besitzungen im Pazifik, Deutsch-Neuguinea und Samoa. Der Beitrag der Truppen dieser Dominions während der Schlacht von Gallipoli gegen das Osmanische Reich hatte einen großen Einfluss auf ihr Bewusstsein als Nation. Beide Länder gedenken am ANZAC Day noch heute dieses Ereignisses. Im Falle Kanadas hatte die Schlacht bei Arras an der Westfront ähnliche Auswirkungen. Premierminister David Lloyd George honorierte diesen wichtigen Beitrag, indem er 1917 mit den Premierministern der Dominions das Reichskriegskabinett (Imperial War Cabinet) bildete, um die gemeinsamen Anstrengungen zu koordinieren.
Gemäß den Bestimmungen des 1919 unterzeichneten Friedensvertrages von Versailles wuchs die Fläche des Empire um 4,662 Millionen km², die Zahl der Untertanen um 13 Millionen, womit die größte Ausdehnung erreicht war. Die Kolonien des Deutschen Reiches und Teile des Osmanischen Reiches wurden als Mandatsgebiete des Völkerbundes unter den Alliierten aufgeteilt. Großbritannien erhielt die Kontrolle über Palästina und Jordanien, den Irak (mit den deutschen Ölkonzessionen im Norden), Teile Kameruns, Togo und Tanganjika. Auch die Dominions erhielten Mandatsgebiete zugesprochen: Südwestafrika (das heutige Namibia) gelangte an die Südafrikanische Union, Deutsch-Neuguinea an Australien und Samoa an Neuseeland. Nauru war ein gemeinsames Mandat der Briten und der beiden pazifischen Dominions.

### Zwischenkriegszeit

Das britische Reich im Jahr 1938 vor dem Zweiten Weltkrieg (Dominions in Fettschrift)

Die neue Weltordnung, die der Krieg hervorgebracht hatte, insbesondere der Bedeutungszuwachs Japans und der Vereinigten Staaten als Seemächte sowie Unabhängigkeitsbewegungen in Indien und Irland, hatten eine grundlegende Neuausrichtung der britischen imperialen Politik zur Folge. Großbritannien entschloss sich, die Allianz von 1902 mit Japan nicht zu erneuern, und unterzeichnete 1922 stattdessen das Washingtoner Marineabkommen, das die Parität der britischen und US-amerikanischen Flotte festschrieb. Diese Entscheidung löste in den 1930er Jahren zahlreiche Debatten aus, da als Folge der Weltwirtschaftskrise in Deutschland und Japan faschistisch-militaristische Regimes die Macht an sich rissen. In Regierungskreisen befürchtete man, das Empire werde einem gleichzeitigen Angriff beider Länder nicht standhalten können. Darüber hinaus wurde das Empire für die Wirtschaft Großbritanniens immer wichtiger. Während der Zwischenkriegszeit wuchs der Anteil der Exporte in die Dominions und Kolonien von 32 auf 39 Prozent, der Anteil der Importe von 24 auf 37 Prozent.
Enttäuschung über die Verzögerungen des Home Rule in Irland bewogen im Jahr 1919 Mitglieder von Sinn Féin, die über die Mehrheit der irischen Sitze im Parlament verfügten, dazu, in Dublin ein eigenes Parlament zu bilden. Dieser Dáil Éireann rief daraufhin die Unabhängigkeit Irlands aus, gleichzeitig begann die Irish Republican Army einen Guerillakrieg gegen die britischen Besatzer. Der Irische Unabhängigkeitskrieg endete 1921 in einer Pattsituation und mit der Unterzeichnung des Anglo-Irischen Vertrages, der den Irischen Freistaat schuf – ein weitgehend unabhängiges Dominion innerhalb des Empire, das aber verfassungsrechtlich noch mit der britischen Krone verbunden war. Das mehrheitlich protestantische Nordirland löste die im Government of Ireland Act vorgesehene Option sofort ein und verblieb im Vereinigten Königreich.
Eine ähnliche Auseinandersetzung begann 1919 in Britisch-Indien, als mit dem Government of India Act die Forderungen nach Unabhängigkeit nicht erfüllt wurden. Aus Furcht vor kommunistischer und ausländischer Infiltration wurden mit dem Rowlatt Act die Sicherheitsbestimmungen der Kriegszeit auf unbestimmte Zeit verlängert. Dies hatte vor allem im Punjab Ausschreitungen zur Folge, die im April 1919 im Massaker von Amritsar gipfelten. Die britische Öffentlichkeit war gespalten: manche glaubten, Indien sei vor der Anarchie bewahrt worden, andere empfanden das Massaker als abscheulich. Die Inder beendeten 1922 nach dem Zwischenfall im Dorf Chandi Chaura die Kampagne der Nichtkooperation, die Unzufriedenheit gärte in den folgenden 25 Jahren weiter.

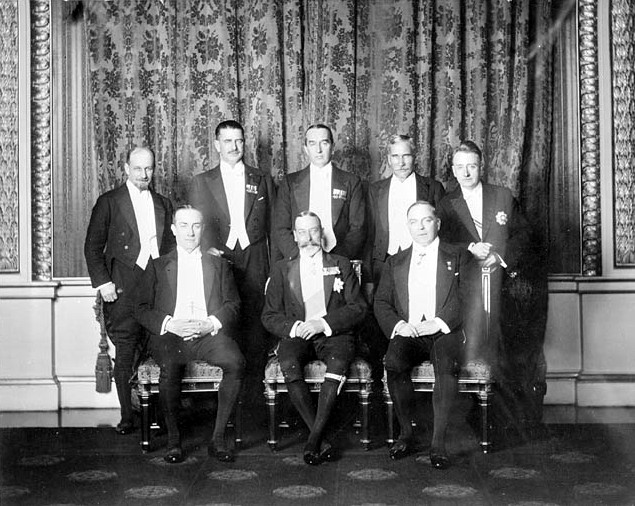
Teilnehmer der Reichskonferenz 1926
Stehend v. l. n. r.: Walter Stanley Monroe (Neufundland), Gordon Coates (Neuseeland), Stanley Bruce (Australien), Barry Hertzog (Südafrikanische Union), William Thomas Cosgrave (Irischer Freistaat)
Sitzend v. l. n. r.: Stanley Baldwin (Vereinigtes Königreich), König George V., William Lyon Mackenzie King (Kanada)

1922 erhielt Ägypten unter der Herrschaft der Muhammad Ali-Dynastie nach einem Volksaufstand seine Unabhängigkeit und wurde Königreich. Das Land war nach Beginn des Ersten Weltkriegs zum Protektorat erklärt worden. Britische Truppen blieben aber auch nach der Unabhängigkeit im Land stationiert und der politische Einfluss der Briten auf das Land blieb stark. Die britische Truppenpräsenz wurde durch die Unterzeichnung des Anglo-Ägyptischen Abkommens von 1936 legitimiert. Großbritannien erhielt das Recht weiterhin die Zone um den Sueskanal zu verteidigten. Im Gegenzug erhielt Ägypten 1937 Unterstützung beim Beitritt zum Völkerbund. Im gemeinsam verwalteten britisch-ägyptischen Sudan kam es 1924 zur Sudankrise zwischen den Ägyptern und Briten um dessen Status. Der Irak, seit 1919 ein britisches Mandatsgebiet, wurde nach Erlangung der Unabhängigkeit im Jahr 1932 ebenfalls in den Völkerbund aufgenommen.
An der Reichskonferenz von 1923 setzten die Dominions durch, dass sie ihre Außenpolitik selbständig betreiben durften. Kanada und Südafrika hatten ein Jahr zuvor während der Chanakkrise ihre militärische Unterstützung verweigert, außerdem fühlte sich Kanada nicht an den 1923 geschlossenen Vertrag von Lausanne gebunden. Auf Druck Irlands und Südafrikas beschloss die Reichskonferenz von 1926 die Balfour-Deklaration. Sie erklärte die Dominions zu „autonomen Gemeinschaften innerhalb des Britischen Empire“, die dem Vereinigten Königreich gleichgestellt, mit diesem im Commonwealth of Nations aber lose verbunden waren. Diese Deklaration erhielt 1931 mit dem Statut von Westminster rechtliche Substanz. Die Parlamente Kanadas, Neuseelands, der Südafrikanischen Union, des Irischen Freistaates und Neufundlands waren nun gesetzgeberisch völlig unabhängig. Neufundland, das aufgrund der Weltwirtschaftskrise unter massiven finanziellen Schwierigkeiten litt, wurde 1933 wieder zu einer Kronkolonie. Der Irische Freistaat distanzierte sich 1937 durch die Annahme einer neuen Verfassung weiter von Großbritannien, wobei der genaue konstitutionelle Status ungeklärt blieb (bis zur Ausrufung der Republik Irland im Jahr 1949).

### Zweiter Weltkrieg

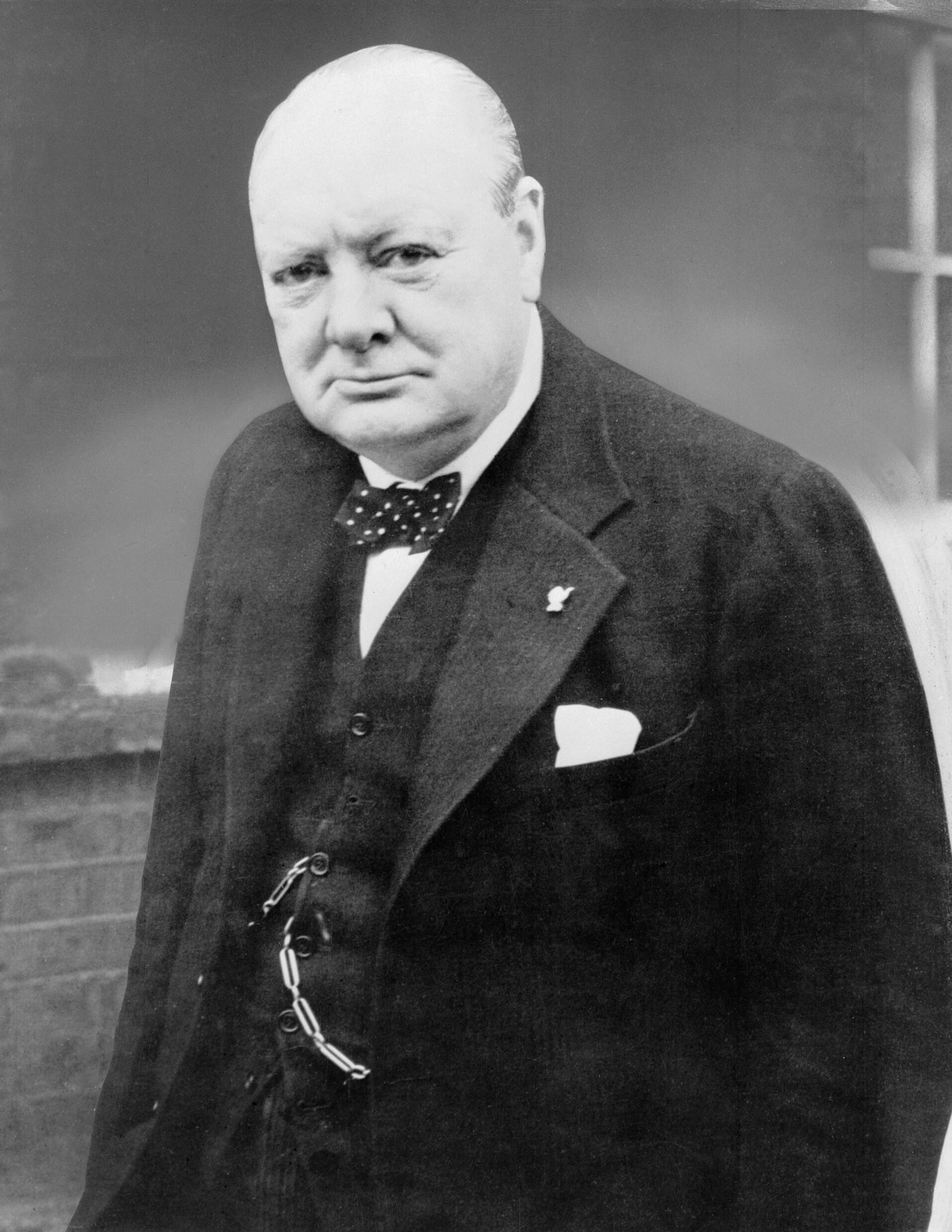
Winston Churchill

Großbritanniens Kriegserklärung an das von den Nationalsozialisten beherrschte Deutsche Reich im September 1939 schloss die Kronkolonien und Indien mit ein, jedoch nicht automatisch die Dominions. Kanada, Südafrika, Australien und Neuseeland erklärten den Krieg eigenständig, während der Irische Freistaat sich dazu entschloss, im Zweiten Weltkrieg neutral zu bleiben. Seit der Niederlage Frankreichs im Juni 1940 standen Großbritannien und das Empire dem Deutschen Reich und dessen Verbündeten bis zum Kriegseintritt der Sowjetunion 1941 allein gegenüber. Die Vereinigten Staaten waren noch nicht bereit, offen an der Seite der Briten in den Krieg einzutreten, gewährten ihnen jedoch mit dem Leih- und Pachtgesetz dringend benötigte Unterstützung. Premierminister Winston Churchill und Präsident Franklin D. Roosevelt unterzeichneten im August 1941 die Atlantik-Charta. Sie enthielt unter anderem die Vereinbarung, dass „das Recht sämtlicher Völker, jene Regierungsform zu wählen, unter der sie leben wollen“, respektiert werden solle. Der Wortlaut war zweideutig; er konnte sowohl auf von den Deutschen besetzte europäische Staaten zutreffen als auch auf durch europäische Staaten kolonialisierte Völker. Briten, Amerikaner und nationalistische Bewegungen interpretierten die Vereinbarung später jeweils in ihrem Sinne.
Im Dezember 1941 griff Japan kurz nacheinander British Malaya, den US-Flottenstützpunkt Pearl Harbor und die britische Kronkolonie Hongkong an. Seit dem Ersten Japanisch-Chinesischen Krieg (1894–1895) war die Macht Japans im Fernen Osten stetig angewachsen, Fernziel der Japaner war eine von ihnen dominierte „Großostasiatische Wohlstandssphäre“. Der von Churchill herbeigesehnte Kriegseintritt der Vereinigten Staaten war nun Realität geworden und der Sieg Großbritanniens schien nun möglich zu sein, doch die schnellen Kapitulationen in Ostasien schädigten das Prestige als Kolonialmacht nachhaltig. Am verheerendsten wirkte sich der Fall Singapurs aus, das als uneinnehmbare Festung gegolten hatte. Die Erkenntnis, dass Großbritannien nicht in der Lage war, das gesamte Empire zu verteidigen, führte zu einer engeren Kooperation Australiens und Neuseelands mit den Vereinigten Staaten und schließlich 1951 zur Unterzeichnung des ANZUS-Abkommens.

## Dekolonisation (1945–1997)
Obwohl Großbritannien mit dem Empire den Zweiten Weltkrieg als eine der Hauptmächte der Anti-Hitler-Koalition 1945 erfolgreich beenden konnte, hatte der Konflikt tiefgreifende Auswirkungen. Europa, ein Kontinent, der die Welt mehrere Jahrhunderte lang dominiert hatte, lag buchstäblich in Trümmern. Die nunmehr dominierenden Weltmächte USA und Sowjetunion hatten ihren Machtbereich enorm ausdehnen können. In einer Reihe von Staaten wurden Besatzungstruppen stationiert, ihr politisches System eingeführt und Militärstützpunkte errichtet. Sie stiegen folglich zu globalen Supermächten auf. Großbritannien wiederum hatte riesige Schulden angehäuft und entging 1946 nur knapp dem Staatsbankrott, nicht zuletzt dank einer US-Anleihe in Höhe von 3,5 Milliarden Dollar.
Zur selben Zeit gewannen antikolonialistische Bewegungen an Bedeutung. Die Situation wurde durch die wachsenden Spannungen im Kalten Krieg zwischen den Vereinigten Staaten und der Sowjetunion weiter verkompliziert. Beide Staaten lehnten den europäischen Kolonialismus ab, wenngleich bei den Amerikanern und Westeuropäern der Antikommunismus weitaus stärker ausgeprägt war als der Antiimperialismus und die Briten deshalb weiterhin Unterstützung erhielten. Das Ende des Britischen Weltreichs war absehbar und Großbritannien versuchte eine Politik des friedlichen Rückzugs aus den Kolonien, was nicht immer gelang. Ziel war es einerseits die Staatsgewalt an stabile antikommunistische Regierungen zu übertragen und andererseits durch stabile wirtschaftliche Beziehungen den britischen Siedlern weiterhin eine sichere Heimat zu garantieren. In manchen ehemaligen Kolonien Afrikas etablierte sich jedoch ein afrikanischer Sozialismus, wie z. B. in Sambia oder Tansania. Andere Staaten wie Frankreich oder Portugal, führten teilweise kostspielige und letztlich erfolglose Kriege, um ihre Kolonialreiche zu retten. Zwischen 1945 und 1965 nahm die Zahl der Menschen, die außerhalb des Vereinigten Königreichs unter britischer Herrschaft standen, von 700 Millionen auf fünf Millionen ab (davon drei Millionen in Hongkong).

### Erste Auflösungstendenzen

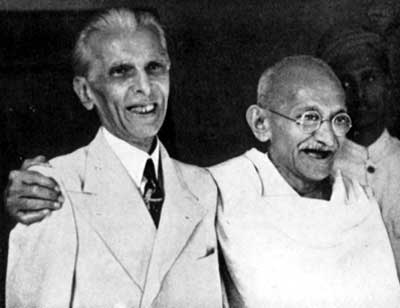
Muhammad Ali Jinnah und Mahatma Gandhi, die wichtigsten Anführer der indischen Unabhängigkeitsbewegung

Die von Clement Attlee angeführte Labour Party, die bei den Unterhauswahlen 1945 an die Macht gelangt war, nahm sich rasch des drängendsten Problems an, jenes der indischen Unabhängigkeit. Der Indische Nationalkongress und die Muslimliga hatten sich seit Jahrzehnten für die Unabhängigkeit eingesetzt, waren sich aber über die Umsetzung uneinig. Erstere befürworteten einen gesamtindischen Staat, letztere einen separaten Staat in Gebieten mit muslimischer Mehrheit. Angesichts von Unruhen und eines drohenden Bürgerkriegs erklärte Lord Mountbatten, der letzte britische Vizekönig, das mehrheitlich hinduistische Indien und das mehrheitlich muslimische Pakistan am 15. August 1947 recht überhastet für unabhängig. Die durch Großbritannien festgelegte Grenzziehung machte Dutzende Millionen Menschen zu Angehörigen einer religiösen Minderheit. Die einsetzenden Flüchtlingsströme führten zu Gewalt und Krieg zwischen beiden Gruppen und zu Hunderttausenden von Toten. Burma und Ceylon erlangten ihre Unabhängigkeit 1948. Im Gegensatz zu Indien, Pakistan und Ceylon trat Burma nicht dem Commonwealth of Nations bei.
Das britische Völkerbundsmandat für Palästina, wo eine arabische Mehrheit mit einer jüdischen Minderheit zusammenlebte, erwies sich für Großbritannien als ähnliches Problem wie Indien. Es wurde zusätzlich verschärft durch die große Anzahl jüdischer Flüchtlinge, die sich nach der Unterdrückung und dem Genozid durch die Nationalsozialisten während des Zweiten Weltkriegs in Palästina niederlassen wollten. Anstatt sich mit der Angelegenheit zu befassen, erklärte die britische Regierung 1947, dass sie im folgenden Jahr ihre Truppen zurückziehen und die Problemlösung den Vereinten Nationen überlassen werde. Sie versuchte dies durch die Ausarbeitung eines Teilungsplans, konnte aber nicht den Palästinakrieg verhindern, der die einseitige Proklamation des Staates Israel zur Folge hatte.
Nach der japanischen Niederlage im Zweiten Weltkrieg richteten die malaiischen Widerstandsbewegungen ihre Aufmerksamkeit auf die Briten, die die Kontrolle über die Kolonie rasch wiedererlangt hatten. Die Tatsache, dass die Rebellen überwiegend chinesischstämmige Kommunisten waren, bewog die muslimische Mehrheit dazu, die Briten bei der Niederschlagung zu unterstützen – mit der späteren Unabhängigkeit des Landes als Gegenleistung. Dieser „Malaiische Notstand“ (Malayan Emergency) dauerte von 1948 bis 1960, doch schon 1957 fühlten sich die Briten sicher genug, die Föderation Malaya als Teil des Commonwealth in die Unabhängigkeit zu entlassen. 1963 schlossen sich die Föderation, Singapur, Sarawak und Britisch-Nordborneo zum Staat Malaysia zusammen, musste im Anschluss jedoch von britischen Truppen gegen Angriffe Indonesiens verteidigt werden, welches die Konfrontasi begann. Nach Spannungen zwischen den malaiischen und chinesischen Bevölkerungsgruppen trat Singapur 1965 wieder aus Malaysia aus. Das Sultanat Brunei, das seit 1888 ein britisches Protektorat gewesen war, behielt seinen Status bis zur Unabhängigkeit im Jahr 1984.

### Die Sueskrise und ihre Folgen
Nach der Unterhauswahl vom Oktober 1951 übernahm die Conservative Party unter Winston Churchill wieder die Regierung. Am 3. Oktober 1952 wurde Großbritannien durch seinen ersten erfolgreichen Kernwaffentest, die Operation Hurricane, zur Atommacht. Die Konservativen waren davon überzeugt, dass Großbritanniens Status als Weltmacht vom Weiterbestehen des Empire abhing. Dabei spielte der Suezkanal trotz des Verlusts von Indien eine Schlüsselrolle. Gamal Abdel Nasser, der 1952 in Ägypten an die Macht gelangt war, handelte das Suez-Abkommen aus, das bis 1956 den Abzug britischer Truppen aus der Kanalzone vorsah.
1956 verstaatlichte Nasser unvermittelt den Sueskanal. Als Reaktion darauf führte der neue Premierminister Anthony Eden Verhandlungen mit den Regierungen Frankreichs und Israels. Ein israelischer Angriff auf Ägypten sollte den Briten und Franzosen als Vorwand dienen, die Sueskanalzone zurückzuerobern. Der US-Präsident Dwight D. Eisenhower war nicht in die Pläne eingeweiht worden und verweigerte aus Verärgerung jegliche Unterstützung. Eisenhower fürchtete auch einen Krieg gegen die Sowjetunion, da Nikita Chruschtschow gedroht hatte, den Ägyptern zu Hilfe zu eilen. Die Amerikaner übten Druck aus, indem sie den Verkauf ihrer Pfund-Reserven androhten, was zum Zusammenbruch der britischen Währung geführt hätte. Obwohl die Invasion militärisch erfolgreich war, wurden die Briten auf Druck der Vereinigten Staaten zu einem demütigenden Rückzug ihrer Truppen gezwungen und Eden trat Anfang 1957 zurück.
Die Sueskrise zeigte klar die Grenzen britischer Macht auf und leitete den endgültigen Niedergang des Empire ein. Ohne Einwilligung oder gar Unterstützung der Vereinigten Staaten war Großbritannien allein nicht mehr länger handlungsfähig. Zwar war die britische Machtposition im Nahen Osten nach der Sueskrise erheblich geschwächt, sie brach jedoch nicht zusammen. Großbritannien entsandte bald wieder Truppen in die Region und intervenierte in Oman (1957), Jordanien (1958) und Kuwait (1961), wenn auch mit amerikanischer Billigung. Die britische Präsenz im Nahen Osten endete mit dem geordneten Rückzug aus der Kolonie Aden (1967) und Bahrain (1971).

### „Wind der Veränderung“

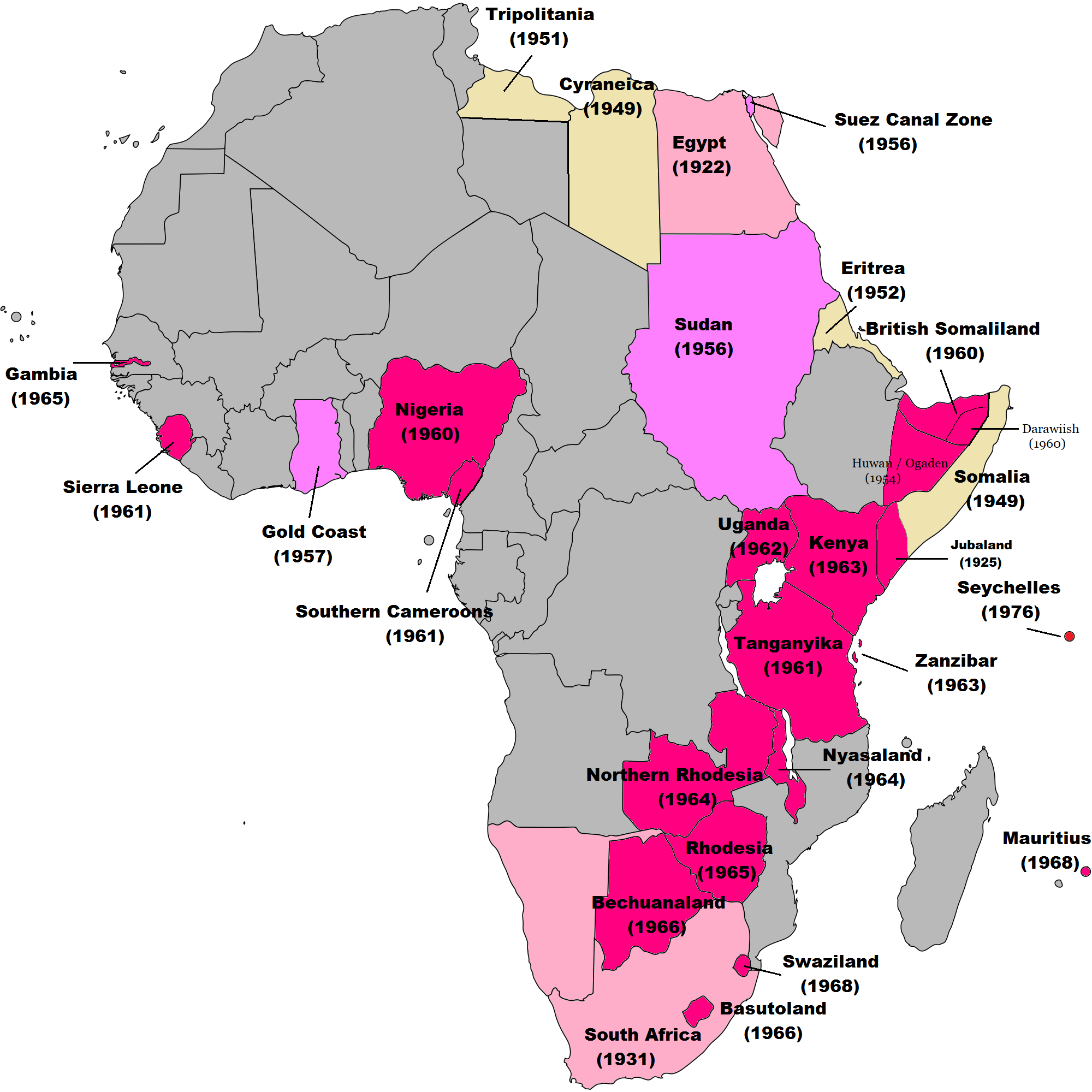
Britische Dekolonisation Afrikas

Premierminister Harold Macmillan hielt im Februar 1960 in Kapstadt eine Rede und sprach dabei vom „Wind der Veränderung“ (wind of change), der durch Afrika wehe. Er wollte Unabhängigkeitskriege wie beispielsweise den Algerienkrieg, in den Frankreich verwickelt war, vermeiden. Ein blutiger Konflikt war allerdings bereits in Kenia mit dem sich über Jahre hinziehenden Mau-Mau-Krieg ausgebrochen. Ein Jahr vor Macmillans Amtsantritt war Sudan unabhängig geworden. Der neue Premierminister trieb die Dekolonisation rasch voran. Die verbliebenen britischen Kolonien – mit Ausnahme Südrhodesiens – folgten bis 1968 (siehe Karte). Der britische Rückzug aus dem östlichen und südlichen Teil Afrikas verursachte wegen der eingewanderten europäischen Siedlerminderheiten Probleme, insbesondere in Südrhodesien, wo Premierminister Ian Smith 1965 einseitig die Unabhängigkeit von Großbritannien ausrief. Daraufhin herrschten bürgerkriegsähnliche Zustände zwischen dem afrikanischen (verschiedene, zum Teil rivalisierende Stämme) und dem europäischen Bevölkerungsteil, bis zur Unterzeichnung des Lancaster-House-Abkommens im Jahr 1979. Südrhodesien wurde vorübergehend wieder zu einer Kolonie, bis unter britischer Aufsicht Wahlen durchgeführt werden konnten. Diese Wahlen wurden von Robert Mugabe gewonnen, der 1980 Premierminister des neuen unabhängigen Staates Simbabwe wurde.
Auf Zypern kämpfte die Widerstandsorganisation EOKA seit 1955 für die Selbstbestimmung und den Anschluss an Griechenland. Das Land wurde 1960 unabhängig, durfte sich jedoch aus Rücksicht auf die türkische Minderheit nicht Griechenland anschließen. Außerdem blieben die Briten mit den Militärbasen Akrotiri und Dekelia, die bis heute britisches Hoheitsgebiet sind, präsent. Seit dem Einmarsch türkischer Truppen im Jahr 1974 und der einseitigen Ausrufung der international nicht anerkannten Türkischen Republik Nordzypern ist die Insel geteilt. Die Unabhängigkeit Maltas im Jahr 1964 verursachte hingegen keine Probleme.
1958 wurde die Westindische Föderation gegründet. Großbritannien versuchte dadurch, in elf Kolonien in der Karibik die Forderung nach Unabhängigkeit gleichzeitig zu erfüllen und die Inseln unter einer Regierung zu vereinen. Dieser Bundesstaat brach jedoch auseinander, als zuerst 1961 Jamaika und dann 1962 Trinidad und Tobago, die beiden größten Provinzen, austraten. Barbados und Guyana wurden 1966 unabhängig, weitere Kolonien im karibischen Raum folgten in den 1970er und 1980er Jahren. Hingegen verblieben Anguilla, die Turks- und Caicosinseln, die Britischen Jungferninseln, die Cayman Islands und Montserrat Teil Großbritanniens. Britisch-Honduras, die letzte verbliebene Kolonie auf dem amerikanischen Festland, erhielt 1964 das Recht zur Selbstverwaltung, benannte sich 1973 in Belize um und erlangte 1981 die vollständige Unabhängigkeit.
Die britischen Kolonien im Pazifik wurden zwischen 1970 (Fidschi) und 1980 (Vanuatu) in die Unabhängigkeit entlassen. Im Falle Vanuatus verzögerte sich dieser Prozess aufgrund politischer Auseinandersetzungen zwischen dem englisch- und französischsprachigen Bevölkerungsteil (die Inselgruppe war zuvor ein gemeinsam mit Frankreich verwaltetes Kondominium gewesen).

### Das Ende des Weltreichs
Zu Beginn der 1980er Jahre war die Dekolonisation weitgehend abgeschlossen. Großbritannien verfügte nur noch über einige über die ganze Welt verstreute Gebiete. Die einzige Neuerwerbung war 1955 Rockall gewesen, ein unbewohnter Felsen im Nordatlantik; dadurch sollte die sowjetische Marine daran gehindert werden, Raketentests auf den Hebriden zu beobachten. 1982 besetzte Argentinien die Falklandinseln und berief sich dabei auf Ansprüche aus der spanischen Kolonialzeit. Im anschließenden Falklandkrieg konnten die anfänglich überraschten Briten die Inselgruppe zurückerobern; die Niederlage Argentiniens führte dort zum Sturz der Militärdiktatur. Im selben Jahr wurde Kanada durch das vom britischen Parlament erlassene Kanada-Gesetz 1982 verfassungsrechtlich vollständig vom Mutterland getrennt. Entsprechende Gesetze für Australien und Neuseeland folgten 1986.
Im September 1982 verhandelte Premierministerin Margaret Thatcher mit der Regierung der Volksrepublik China über die Zukunft der letzten bedeutenden und bevölkerungsreichsten britischen Kolonie Hongkong. Gemäß den Bestimmungen des Vertrags von Nanking von 1842 hatten die Chinesen Hong Kong Island „auf ewig“ abgetreten. Doch der überwiegende Teil der Kolonie bestand aus den New Territories, die für 99 Jahre gepachtet worden waren und für die der Pachtvertrag 1997 auslief. Thatcher wollte an Hongkong festhalten und schlug eine britische Verwaltung unter chinesischer Souveränität vor, was die Chinesen jedoch ablehnten. 1984 vereinbarten beide Regierungen die chinesisch-britische gemeinsame Erklärung zu Hongkong, welche die Einrichtung einer Sonderverwaltungszone unter dem Prinzip „Ein Land, zwei Systeme“ vorsah. Viele Beobachter, darunter der anwesende Prinz Charles, bezeichneten die Übergabezeremonie am 30. Juni 1997 als das „Ende des Empire“. Mit der im Oktober 2024 vereinbarten Übergabe des Chagos-Archipels an Mauritius wird zum ersten Mal seit dem 18. Jahrhundert sprichwörtlich „die Sonne über dem Weltreich untergehen“, da nicht länger zu jeder Tageszeit ein britisches Territorium von Tageslicht beschienen sein wird (allerdings behält das Vereinigte Königreich ein 99-jähriges Nutzungsrecht an den Militärbasen auf Diego Garcia).

## Nachwirkung

Die 14 Britischen Überseegebiete

Großbritannien übt außerhalb der Britischen Inseln die Souveränität über 14 Gebiete aus, die seit 2002 als Britische Überseegebiete bezeichnet werden. Einige sind mit Ausnahme von militärischem oder wissenschaftlichem Personal unbewohnt, die übrigen verwalten sich in unterschiedlichem Maße selbst und sind in den Bereichen Außenpolitik und Verteidigung von Großbritannien abhängig. Die britische Regierung hat jedem Überseegebiet seine Unterstützung zugesagt, falls es die Unabhängigkeit anstreben will. Die britische Souveränität über verschiedene Überseegebiete wird von benachbarten Staaten in Frage gestellt: Spanien erhebt Anspruch auf Gibraltar, Argentinien auf die Falklandinseln und Südgeorgien und die Südlichen Sandwichinseln, die Seychellen und Mauritius auf das Britische Territorium im Indischen Ozean. Das Britische Antarktis-Territorium überlappt mit Ansprüchen Argentiniens und Chiles, während zahlreiche andere Staaten überhaupt keine territorialen Ansprüche in der Antarktis anerkennen.
Die meisten ehemaligen britischen Kolonien sind Mitglied des Commonwealth of Nations, eines freiwilligen, unparteiischen, wirtschaftspolitischen Zusammenschlusses gleichberechtigter Staaten, in welchem Großbritannien kein privilegierter Status zusteht. Fünfzehn Staaten des Commonwealth, die so genannten Commonwealth Realms, teilen sich mit Großbritannien das Staatsoberhaupt, den britischen Monarchen.
Jahrzehnte-, in manchen Fällen jahrhundertelange britische Herrschaft und Auswanderung haben in den Staaten, die aus dem Britischen Weltreich entstanden sind, ihre Spuren hinterlassen. Die englische Sprache ist die Hauptsprache von über 300 Millionen Menschen und die Zweitsprache von mehr als 400 Millionen. Ursache ist zum Teil der wirtschaftliche und kulturelle Einfluss der Vereinigten Staaten, die ihrerseits aus dem Empire hervorgegangen sind. Das englische parlamentarische System (Westminster-System) und die englische Rechtsprechung (common law) dienten vielen ehemaligen Kolonien als Vorbild bei der Gestaltung ihres Staatswesens. Das Justizkomitee des britischen Privy Council ist heute noch das oberste Appellationsgericht einiger früherer Kolonien in der Karibik und im Pazifik. Protestantische britische Missionare verbreiteten die anglikanische Konfession in alle Kontinente. Beispiele britischer Kolonialarchitektur wie Straßen- und Stadtplanung, Kirchen, Bahnhöfe und Regierungsgebäude prägen bis heute Städte, die einst Teil des Empires waren. In Großbritannien entwickelte Ballspiele – Fußball, Cricket, Rugby, Hockey, Tennis und Golf – haben sich über die ganze Welt verbreitet. Einige Länder haben das britische Maßsystem und den Linksverkehr beibehalten.
Die durch die Briten gezogenen politischen Grenzen entsprachen oft nicht ethnischen oder religiösen Kriterien und führten zu Konflikten, beispielsweise in Kaschmir, Palästina, Sudan und Nigeria. Das Britische Weltreich war auch für große Migrationsströme verantwortlich. Millionen von Menschen verließen die Britischen Inseln und bildeten die Grundlage von Siedlerstaaten wie den USA, Kanada, Australien und Neuseeland. Spannungen zwischen den europäischen bzw. indischen Minderheiten und den indigenen Mehrheiten in Afrika (besonders in Südafrika oder Simbabwe) bleiben bis heute weitgehend bestehen. Die britische Besiedlung Irlands hatte in Nordirland eine tiefe Kluft zwischen indigenen Katholiken und eingewanderten Protestanten zur Folge. Millionen von Menschen wanderten, oft als Zwangsarbeiter, zwischen den verschiedenen britischen Kolonien, insbesondere Afrikaner, Inder und Chinesen. Nach dem Zweiten Weltkrieg änderte sich durch die erleichterte Einwanderung aus ehemaligen Kolonien auch die Zusammensetzung der Bevölkerung Großbritanniens.